# Gilbert de Chambertrand
Gilbert Suaudeau de Chambertrand, de son nom de plume Gilbert de Chambertrand, est un écrivain guadeloupéen né à Pointe-à-Pitre le 13 février 1890 et mort à Créteil le 13 novembre 1983. Autodidacte aux goûts multiples, esprit brillant, foncièrement indépendant et sensible, il s'est investi de front dans des branches d'une grande diversité : Poète, romancier, essayiste, historien, auteur et acteur dramatique, dessinateur, peintre, photographe, journaliste, éditeur de cartes postales, parolier de biguines, astrologue adepte d'occultisme et de parapsychologie… 
Chantre de son pays natal, travailleur acharné, déployant avec la même élégance une ironie mordante ou une profondeur de sentiments bouleversante, Gilbert de Chambertrand, injustement oublié, est une personnalité atypique et infatigable de la pensée guadeloupéenne. Ses comédies locales connurent un grand succès.

## Origine et histoire de la famille Suaudeau de Chambertrand

### En Vendée: La famille Suaudeau (1600-1850)

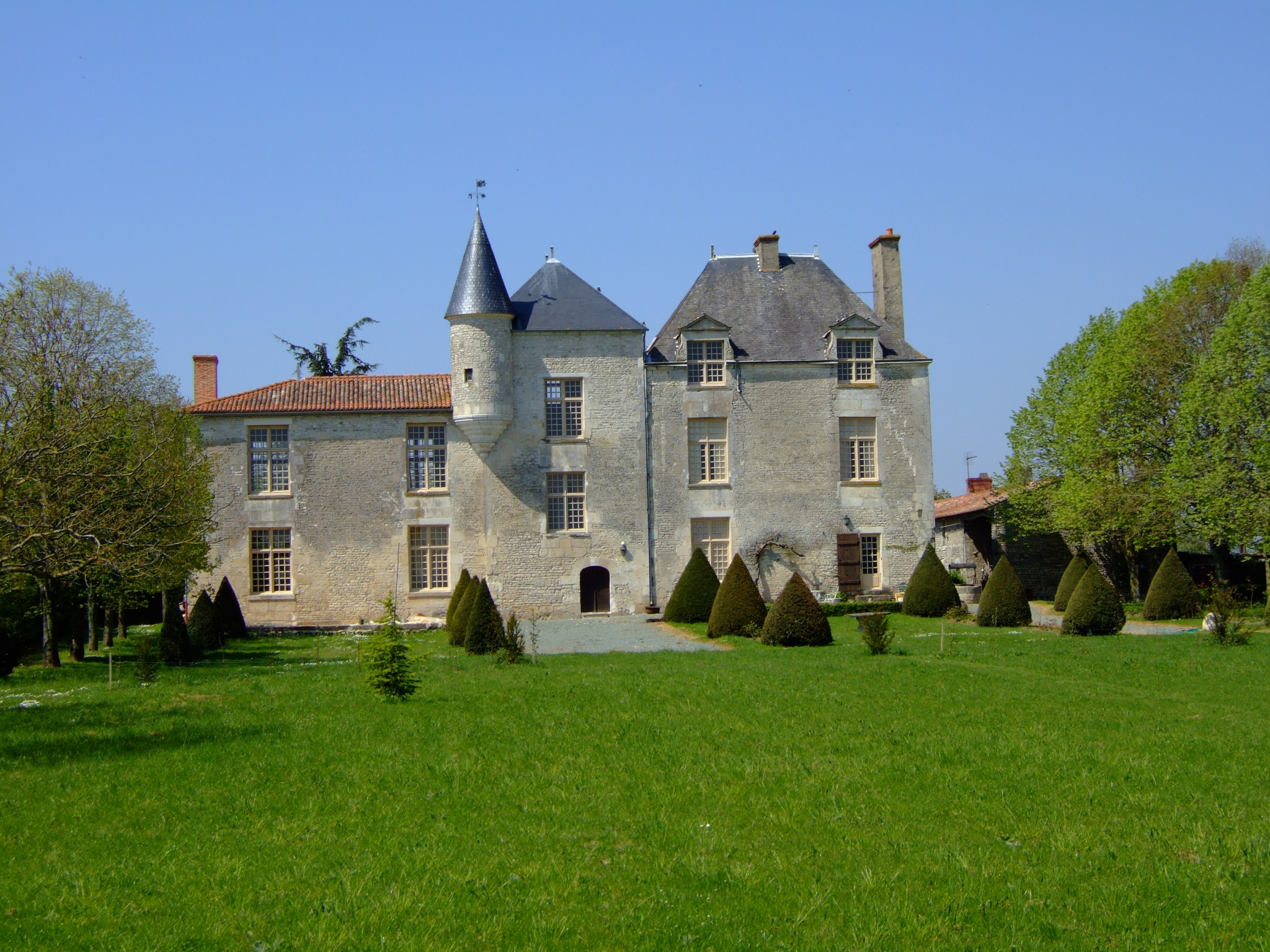
Le château de Doix en 2006

Les origines de Gilbert de Chambertrand se situent en Vendée, à l’intérieur d’une circonférence d’environ 40 kilomètres de diamètre centrée à mi-distance de Niort et Fontenay-le-Comte, à la limite Nord-Est du Marais Poitevin. Elle englobe les communes de Doix, Ardin, et le petit village de Champbertrand. C’est dans ces lieux qu’on trouve à partir du milieu du 17e siècle, pendant les règnes de Louis XIV et de Louis XV, les premières traces généalogiques d’une lignée de notables : les Suaudeau, fermiers ou fermiers généraux. 
Titulaires d’un bail moyennant le versement d’un fermage déterminé, les fermiers généraux prenaient en charge, en substitution du Royaume de France et des grands propriétaires terriens, la relation avec les paysans et le contrôle des exploitations agricoles. Ils en percevaient les revenus et la recette de certains impôts pour leur compte et à leurs risques.
Les archives vendéennes mentionnent les noms de : René Suaudeau (1605-1679) Sieur de Champbertrand ; Tristan Suaudeau (1612-1694) Sieur de la Ménardière ; Samuel Suaudeau (1653-1730) Sieur des Guionnières, fermier du château de Doix ; Étienne Samuel Suaudeau (1696-1747) Sieur des Guionnières, fermier général de la terre du château de Doix, marchand... et plusieurs autres de la même lignée. Le titre de « Sieur », purement honorifique, faisait référence aux territoires géographiques administrés et n’avait pas de correspondance nobiliaire.

### Exil en Guadeloupe de François Emmanuel Suaudeau vers 1780

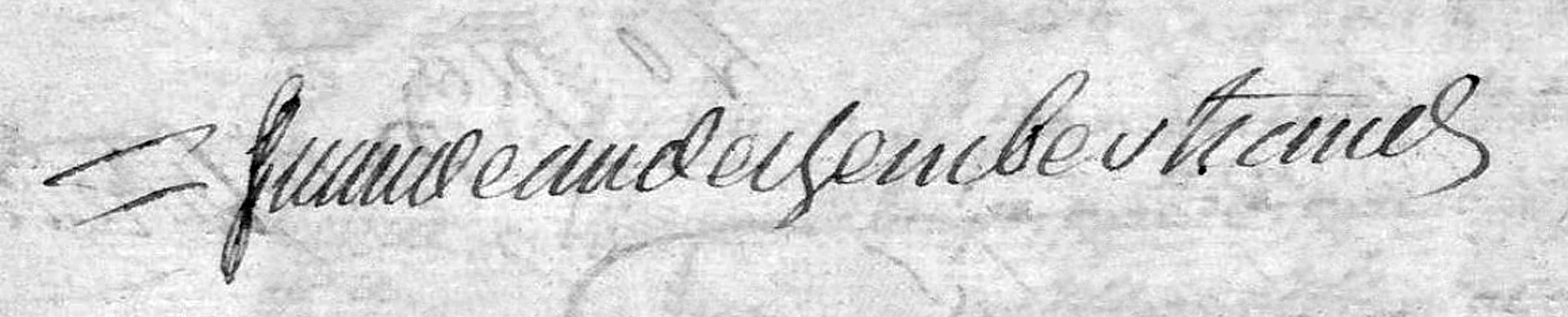
Signature de François Emmanuel Suaudeau de Chambertrand (1740-1793), fondateur à 42 ans de la branche Suaudeau de Guadeloupe, sur son acte de mariage à Saint-François le 6 octobre 1783 (ANOM).

Les familles fortunées au 18e Siècle avaient souvent de huit à dix enfants. La mortalité enfantine était fréquente à cette époque, et les successions pouvaient poser problème. Vers 1780, c’est peut-être la raison qui a poussé François Emmanuel Suaudeau, né à Doix le 2 novembre 1740, second fils survivant de Étienne Samuel Suaudeau (1696-1747) et Jeanne de la Forgue (1705-1785), à partir pour la Guadeloupe dans l'espoir d'y trouver sa fortune. Peu avant son arrivée aux Antilles, il accole à son patronyme l’épithète « de Chambertrand ». Lui et tous ses descendants s’appelleront désormais « Suaudeau de Chambertrand ». Il se fixe à Saint-François, petite commune rurale isolée de pêcheurs, éleveurs, cultivateurs à la pointe Sud-Est de la Grande-Terre. 

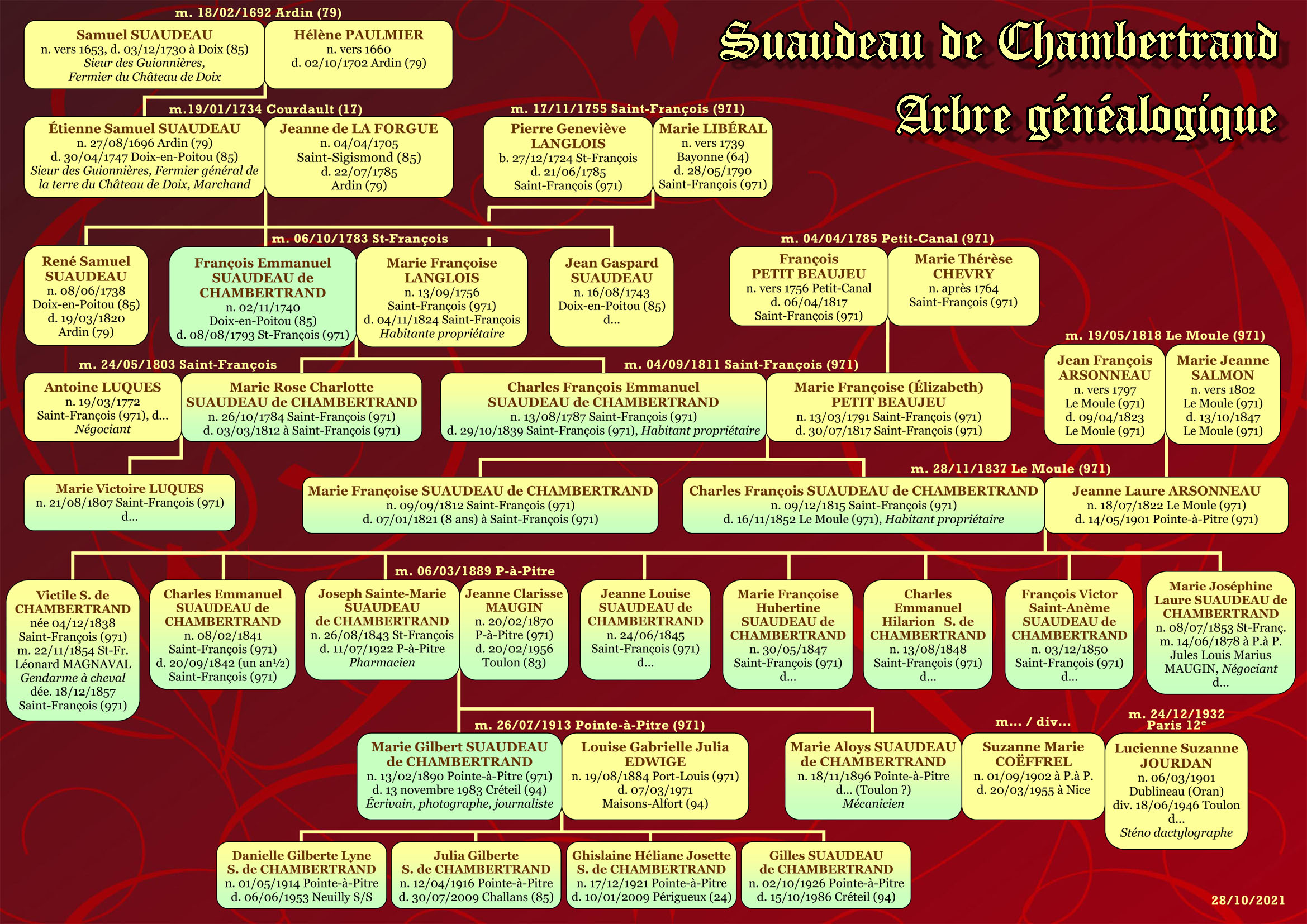
Arbre généalogique de Gilbert de Chambertrand

Le 6 octobre 1783, à l’âge de 42 ans, François Emmanuel Suaudeau de Chambertrand épouse Marie Françoise Langlois, fille d’un Blanc-Pays et d’une Française née à Bayonne. Il obtient pour cela l’autorisation écrite de Monsieur de Foulquier, « Intendant de l'Isle Guadeloupe et dépendances », condition imposée par son statut d’Européen arrivé depuis peu à la Guadeloupe. Il aura deux enfants de ce mariage : une fille Marie Rose (1784-1812) qui épousera en 1803 Antoine Luques, fils d’un émigré des Alpes de Haute-Provence, et Charles François Emmanuel (1787-1839) qui lui-même, de  Marie Françoise Petit-Beaujeu (1791-1817), aura une fille décédée à l'âge de huit ans et un fils Charles François (1815-1852), père de huit enfants dont Joseph Sainte-Marie Suaudeau de Chambertrand (1843-1922), pharmacien, père de Gilbert de Chambertrand.
Pendant 70 ans et trois générations, entre le 6 octobre 1783, date de mariage du premier géniteur vendéen de la souche guadeloupéenne, et le 8 juillet 1853, date de naissance de Marie Joséphine Laure Suaudeau de Chambertrand, la plus jeune tante de Gilbert de Chambertrand, les membres de la famille ne bougeront pas de Saint-François où ils continueront d’exploiter des terres acquises au fil du temps. Tout porte à croire que les unions se firent exclusivement entre familles guadeloupéennes de race blanche, comme c’était aussi l'usage parmi le groupe de petite fortune des Blancs-Matignon retirés dans les Grands-fonds du Moule, non loin de Saint-François.

### Période post-révolutionnaire (1789-1850)
Cette période à la Guadeloupe est marquée par de graves événements et une grande instabilité politique et militaire. La révolution de 1789, d’abord bien accueillie, porte les espoirs des libres de couleur, déjà nombreux à cette époque mais dont les droits étaient toujours entravés. Sous l’autorité du Gouverneur de Clugny, la Guadeloupe obtient d'abord une quasi-autonomie favorable aux colons. Plusieurs révoltes d’esclaves, à peine commencées, sont violemment réprimées. À la Martinique, une contre-révolution royaliste est engagée sans succès en 1793 par les grands propriétaires blancs qui s'enfuient dans les îles voisines et demandent l'appui des Britanniques, les appelant ouvertement à occuper la Martinique et la Guadeloupe.
Le 4 février 1794, la Convention Nationale vote l’abolition de l’esclavage. La Martinique est aussitôt envahie par les Britanniques et le restera jusqu’en 1802. En avril 1794 c’est au tour de la Guadeloupe. Les forces britanniques s’emparent à Gosier du Fort Fleur d’Épée défendu par des noirs et des gens de couleur en trop petit nombre qui seront tous tués. Le Gouverneur révolutionnaire Victor Collot capitule et les émigrés aristocratiques réintègrent leurs habitations.
Le 2 juin 1794, Victor Hugues, envoyé par la Convention, débarque à Gosier avec un millier d’hommes et organise le soulèvement populaire. Il obtient le soutien de trois mille hommes de couleur. Après des batailles sanglantes, les Britanniques sont chassés de la Guadeloupe le 11 décembre 1794. Victor Hugues proclame aussitôt l'abolition de l'esclavage. Mais dans une Guadeloupe hors de contrôle, il ternit son image en tentant de rétablir l’ordre par la terreur et le travail forcé des anciens esclaves. Les royalistes sont pourchassés, des centaines de blancs créoles sont guillotinés. Le 2 janvier 1799, Victor Hugues est forcé par le nouveau Directoire de quitter la Guadeloupe. Ses successeurs nommés par le Directoire arrivent le 11 novembre 1799, accompagnés du Chef de Bataillon Louis Delgrès.
À partir de 1800, sous le Consulat, les droits et libertés de la population de couleur ne cessent de se réduire. Louis Delgrès (1766-1802), métis libre de la Martinique engagé dans l'armée régulière en 1883 et devenu Colonel, garde sa fidélité aux principes de la Révolution. S’insurgeant contre les généraux Lacrosse et Richepance hostiles à la population noire, il prend la tête d’une rébellion de civils et de soldats conduits par des officiers insoumis. Le 28 mai 1802, acculé dans son retranchement de Matouba, le petit groupe de 300 hommes et femmes, plutôt que de renoncer à la liberté, préfère se faire sauter collectivement à l’explosif.
L’esclavage est rétabli à la Guadeloupe le 16 juillet 1802 (27 messidor an X) par un arrêté consulaire de Bonaparte venant s'ajouter à la loi sur la traite des noirs du 20 mai 1802 (30 floréal an X) laquelle visait seulement à confirmer l'esclavage là où il n'avait pas été aboli par le décret de la Convention du 4 février 1794  (Martinique, Tobago et Sainte-Lucie ), c'est-à-dire dans les colonies antérieurement occupées par l'Angleterre et restituées à la France par le traité d'Amiens du 25 mars 1802.
Les années suivantes seront marquées par de nouvelles luttes avec les Britanniques qui reprendront le contrôle de la Guadeloupe de février 1810 à mars 1814 puis d’août 1815 à avril 1816.
L’esclavage ne sera définitivement aboli sur l'ensemble des territoires français que le 27 avril 1848.
Durant ces épisodes de violence et d’insécurité permanentes, la commune de Saint-François, petit village de pêche, d'élevage et de cultures vivrières, peu peuplé, excentré et éloigné tout à la fois des lieux d'affrontements et des immenses plantations sucrières sujettes aux révoltes d'esclaves, semble être restée un havre de tranquillité, ce qui explique que la famille Suaudeau s'y soit maintenue.
C’est à partir de la troisième génération, celle du pharmacien Joseph Sainte-Marie Suaudeau de Chambertrand (1843-1922), père de Gilbert de Chambertrand, que certains enfants, conduits à quitter la campagne pour pouvoir s'élever dans l'échelle sociale, font des études à Pointe-à-Pitre et s’y installent comme commerçants.

## Biographie de Gilbert de Chambertrand

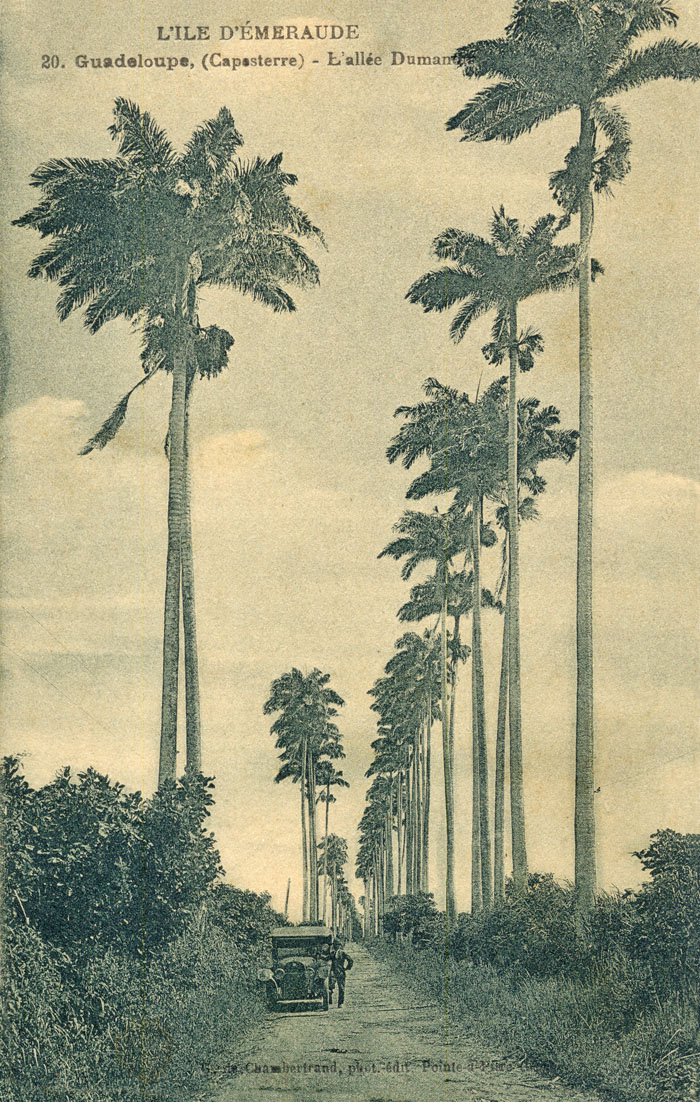
Guadeloupe, Allée Dumanoir, 1919 (carte postale G. de Chambertrand)

### En Guadeloupe

#### Naissance et adolescence
Marie Gilbert Suaudeau de Chambertrand naît le 13 février 1890 à Pointe-à-Pitre, rue Bébian, dans la maison de son père pharmacien dont il est le premier enfant. Élève au Lycée Carnot, il interrompt définitivement sa scolarité à l'âge de treize ans pour se livrer à sa passion de la lecture. Il publie ses premiers essais poétiques dès l'âge de 15 ans dans « Le Libéral » puis « Le Nouvelliste » et « La Guadeloupe Littéraire », révélant déjà un esprit subtil et un versificateur doué. 

#### Court séjour de trois ans en Métropole
Gilbert de Chambertrand quitte la Guadeloupe en 1909 pour Toulon où il apprend la théorie et la pratique de la photographie comme étudiant chez un photographe. Étant de la classe de mobilisation 1910, c'est à Toulon en 1911 qu'il passe devant le Conseil de Révision mais il est réformé quelques mois plus tard à Nice et exempté de service militaire. Il réside alors au 47 rue du Port Marchand à Toulon. 
Il revient en Guadeloupe en 1912 pour s'installer photographe professionnel à son compte à Pointe-à-Pitre, et il se marie dans cette ville le 26 juillet 1913. Il édite un certain nombre de ses photographies sous la forme de cartes postales. 

#### Premier succès de théâtre: l'Honneur des Monvoisin
En 1917, sa pièce L'Honneur des Monvoisin, comédie en un acte, connaît un énorme succès. Elle fut créée le 13 juillet 1917 sur la scène du Théâtre des Variétés à Pointe-à-Pitre. La distribution était la suivante : 
- Philippe ANTENOR, 50 ans : Gilbert de Chambertrand
- Jean ANTENOR, 18 ans, son fils : Charles Figuères
- Thérèse MONVOISIN, 45 ans, sœur de Philippe : Jane Mary
- Marguerite MONVOISIN, 17 ans, sa belle-fille : Adrienne Winston
- Augustine, 30 ans, bonne de Mme Monvoisin : Augusta Ride

Voici l'argument de la comédie, écrite partie en français, partie en créole : 

« Philippe Anténor possède un magasin à Pointe-à-Pitre. Il est riche. C'est un personnage emphatique, autoritaire, au parler émaillé de créolismes, barbarismes et autres transgressions de langage. La sœur de Philippe, Thérèse Monvoisin, douce et passive, vit également à Pointe-à-Pitre avec sa belle-fille Marguerite. Philippe Anténor a un fils Jean, jovial et sympathique, qui aime secrètement Marguerite, gaie, insouciante, et qui est aimé d'elle. Veuf, Philippe poursuit de ses assiduités l'aguichante Augustine, la bonne de sa sœur, qui sait le tenir en haleine sans jamais rien lui céder. Un après-midi, le commis de magasin de Philippe lui rapporte qu'il a vu Marguerite s'engouffrer dans une automobile conduite par un homme dont il n'a pu reconnaître les traits. La voiture a filé à toute vitesse. Philippe arrive chez sa sœur, le cœur bondissant de colère, et lui apprend la terrible nouvelle : Marguerite est une fille dévergondée ! Il voit un affreux scandale qui va se propager dans toute la ville. Il faut trouver le séducteur et le contraindre à réparer l'honneur des Monvoisin en épousant Marguerite. Et si le séducteur se rebiffe, Philippe lui brûlera la cervelle ! La bonne Mme Monvoisin, accablée par ce malheur épouvantable, pleure et prie la Sainte-Vierge pour que l'ange gardien de Marguerite ne l'abandonne pas... Tout cela finira, comme dans toute bonne comédie, par un mariage ».
À la suite de cette représentation inaugurale, Henri Jean-Louis Baghio'o, avocat guadeloupéen, écrivain, militant du panafricanisme, écrira le 24 juillet 1917 : « La salle croulait sous les bravos et ceux-ci se multiplièrent jusqu'au tomber du rideau. C'était du délire et de la pâmoison. C'était fou, c'était sublime. Un grand auteur nous était né. La Guadeloupe avait trouvé son Molière. Cette pièce est faite d'un rien comme celles du genre, créées par le grand comique du XVIIIe siècle, et ce rien vous tord le ventre et les mâchoires. " L'Honneur des Monvoisin " vivra éternellement à côté des farces les plus géniales de Molière ». La pièce fut reprise à Pointe-à-Pitre le 31 mars 1918, jour de Pâques. Elle fut complétée de deux autres pièces écrites pour l'occasion : Les Méfaits d'Athénaïse et Le Prix du Sacrifice où le français et le créole se conjuguent de manière désopilante pour épicer la comédie. Voici ce que raconte Gilbert de Chambertrand dans la préface de la dernière édition de ses pièces en 1976 :  

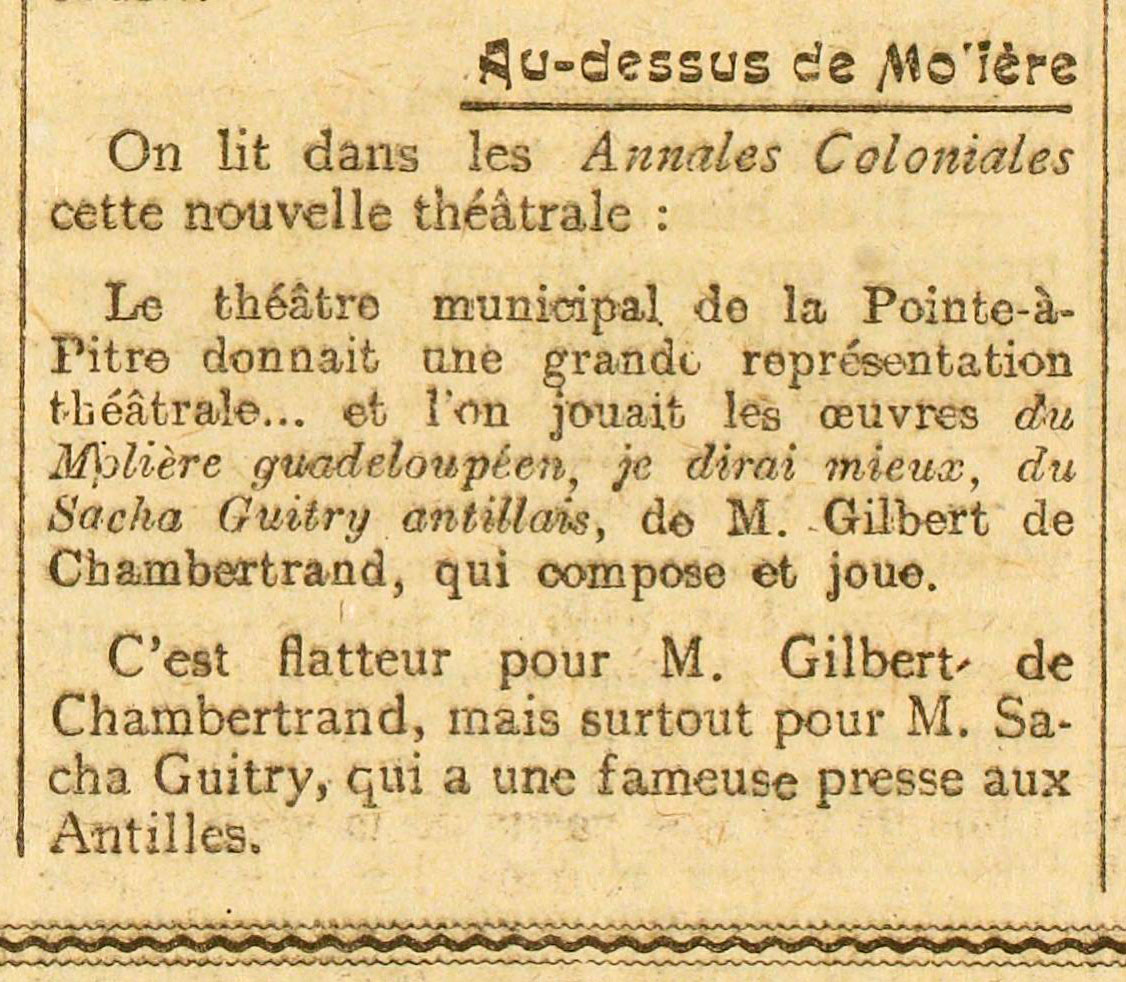
Entrefilet paru à Paris dans « L’Œuvre » du 29 avril 1918

« Ces trois comédies ont été écrites spécialement pour le divertissement de nos soldats permissionnaires de la guerre 1914-1918. Épargné moi-même pour avoir été réformé en 1912 au 112e régiment d'Infanterie, à Nice, j'avais des parents, des amis pris dans la tourmente : mon frère dans les Dardanelles, témoin actif de l'incendie de Salonique, mon cousin germain gazé à Verdun, un ami très cher, étudiant en médecine, ambulancier sur le front, et bien d'autres, et tous mes compatriotes mobilisés. Aussi, j'ai voulu faire pour eux ce qui était dans mes moyens. En juillet 1917, pour aider M. Auguste Honoré, Président du Foyer du Retour, qui voulait offrir une soirée théâtrale aux permissionnaires, j'écrivis L'Honneur des Monvoisin, qui fut accueilli avec faveur par les soldats et par le public. En 1918, pour la fête de Pâques, organisant moi-même un gala pour nos soldats, et voulant que la soirée fût tout entièrement mon œuvre, j'écrivis les deux autres pièces, Les Méfaits d'Athénaïse et Le Prix du Sacrifice. Ces trois comédies composèrent le programme du 31 mars. Telle est, tout simplement, leur histoire. »
L'écho de cette seconde représentation en Guadeloupe parvint jusqu'en Métropole. Un article élogieux parut le mois suivant à Paris dans le quotidien Les Annales Coloniales, cité dans un entrefilet d'un autre quotidien de Paris : L'Œuvre du 29 avril 1918  où, pour la première fois, le talent de Gilbert de Chambertrand est comparé à celui de Sacha Guitry.   
 
Le même spectacle fut peu après commenté dans un autre journal parisien : L’Action quotidienne qui écrit à la page 2 de son numéro du 3 mai 1918 : « Il s’appelle de son vrai nom Gilbert de Chambertrand, ce qui n’est pas trop mal, mais il préfère son surnom : le Sacha Guitry antillais. Il joue lui-même ses œuvres au théâtre de la Pointe-à-Pitre et, fait sans précédent, les places vendues le matin jusqu’à cinq francs, montaient à dix dans l’après-midi. »  

#### Poète, artiste photographe, dessinateur, journaliste
En 1919, Gilbert de Chambertrand publie à Pointe-à-Pitre son premier recueil de poèmes "Les sept Péchés Capitaux", sous-titré "Poésies érotiques".   
En 1922, ses photographies lui valent une médaille d'or à l'Exposition Coloniale de Marseille, installée d'avril à novembre au Parc Chanot.    

En 1923, il se présente au concours de dessin de vignettes postales organisé par le Gouvernement de la Guadeloupe. Au palmarès rendu le 26 janvier 1924, il remporte les trois premiers prix, avec éloges. Il dote la Guadeloupe de trois nouvelles séries de timbres-poste qui restèrent en circulation jusqu'en 1938.   

Timbres dessinés par Gilbert de Chambertrand pour la Guadeloupe en 1924
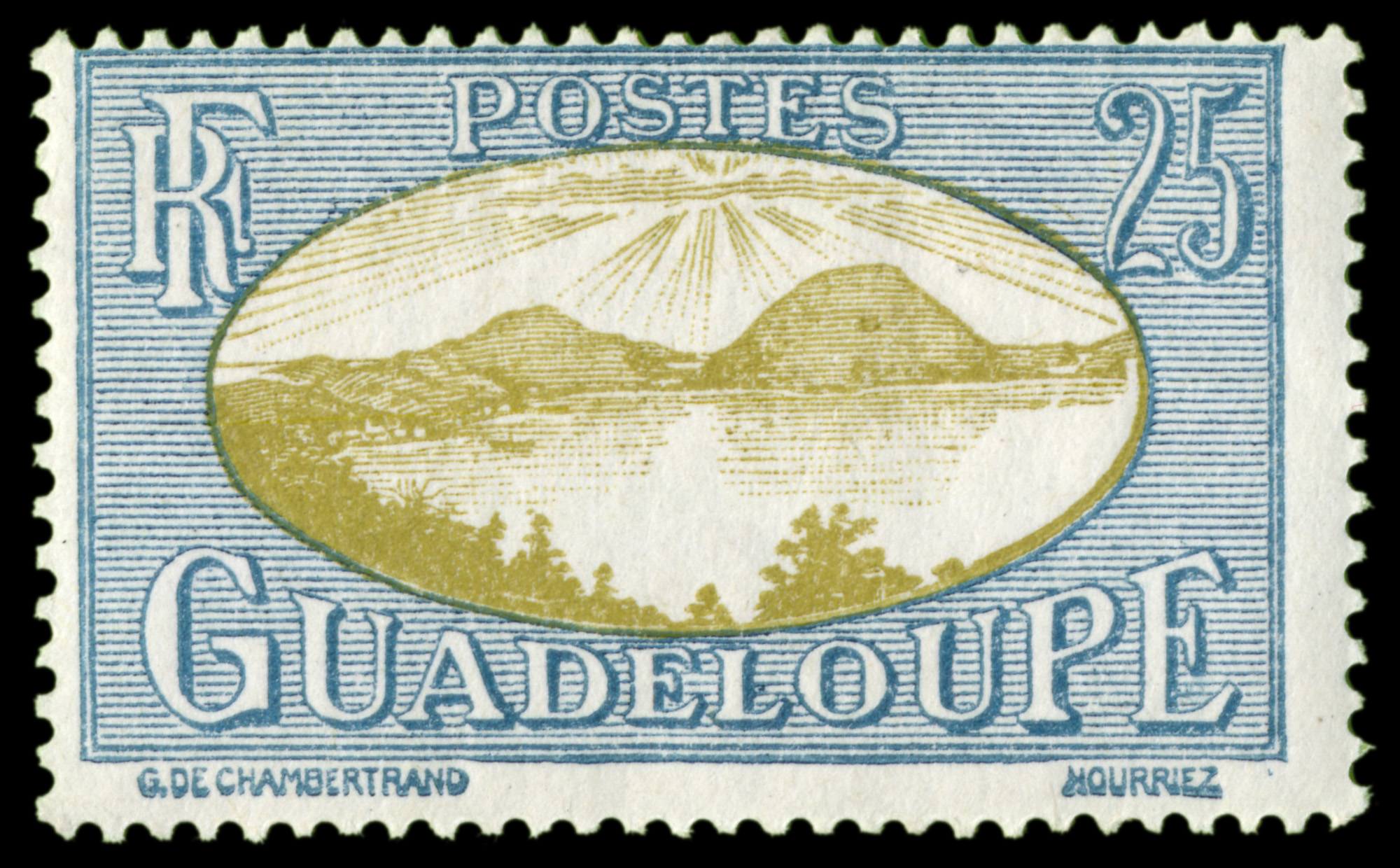
Rade des Saintes
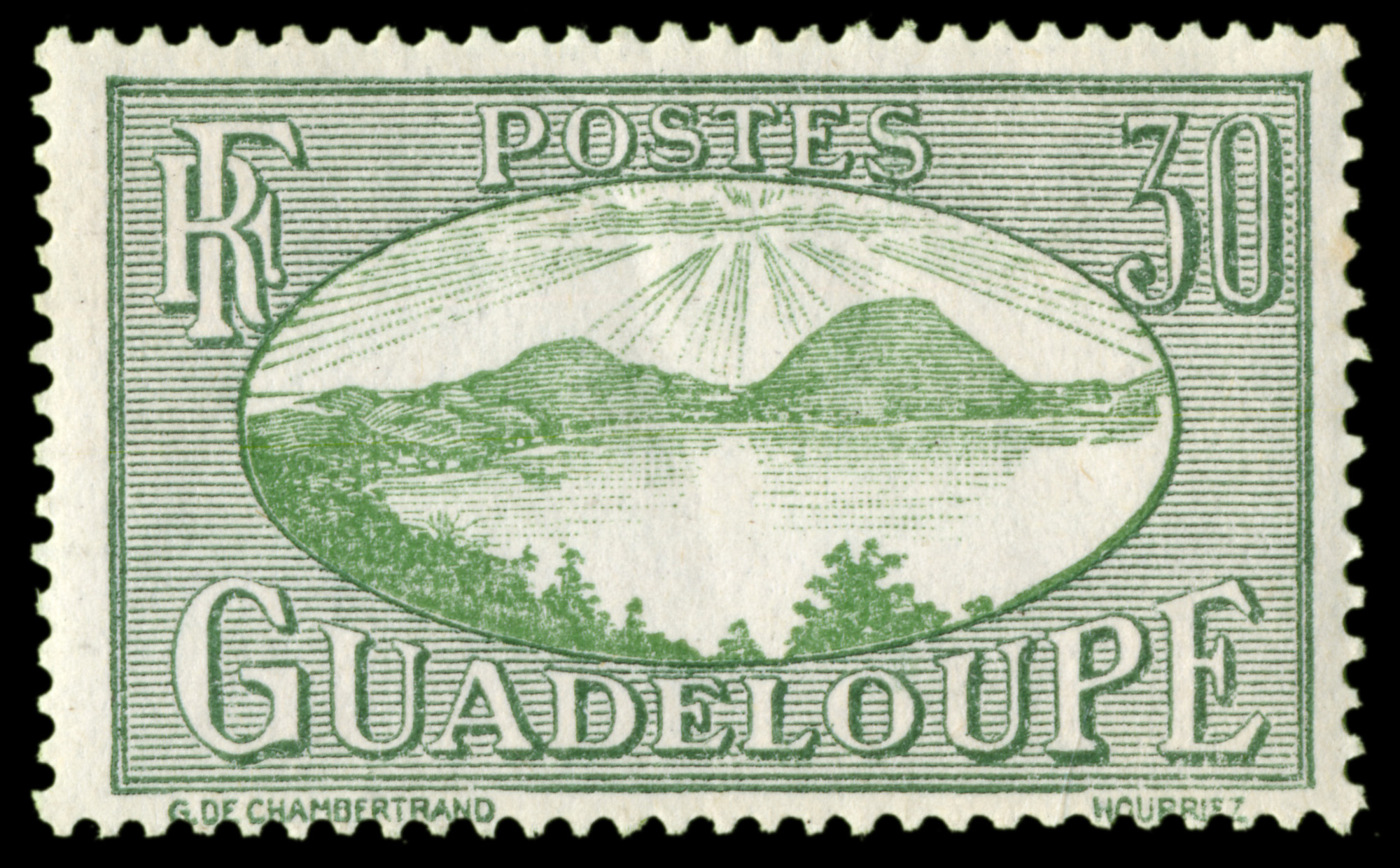
Rade des Saintes
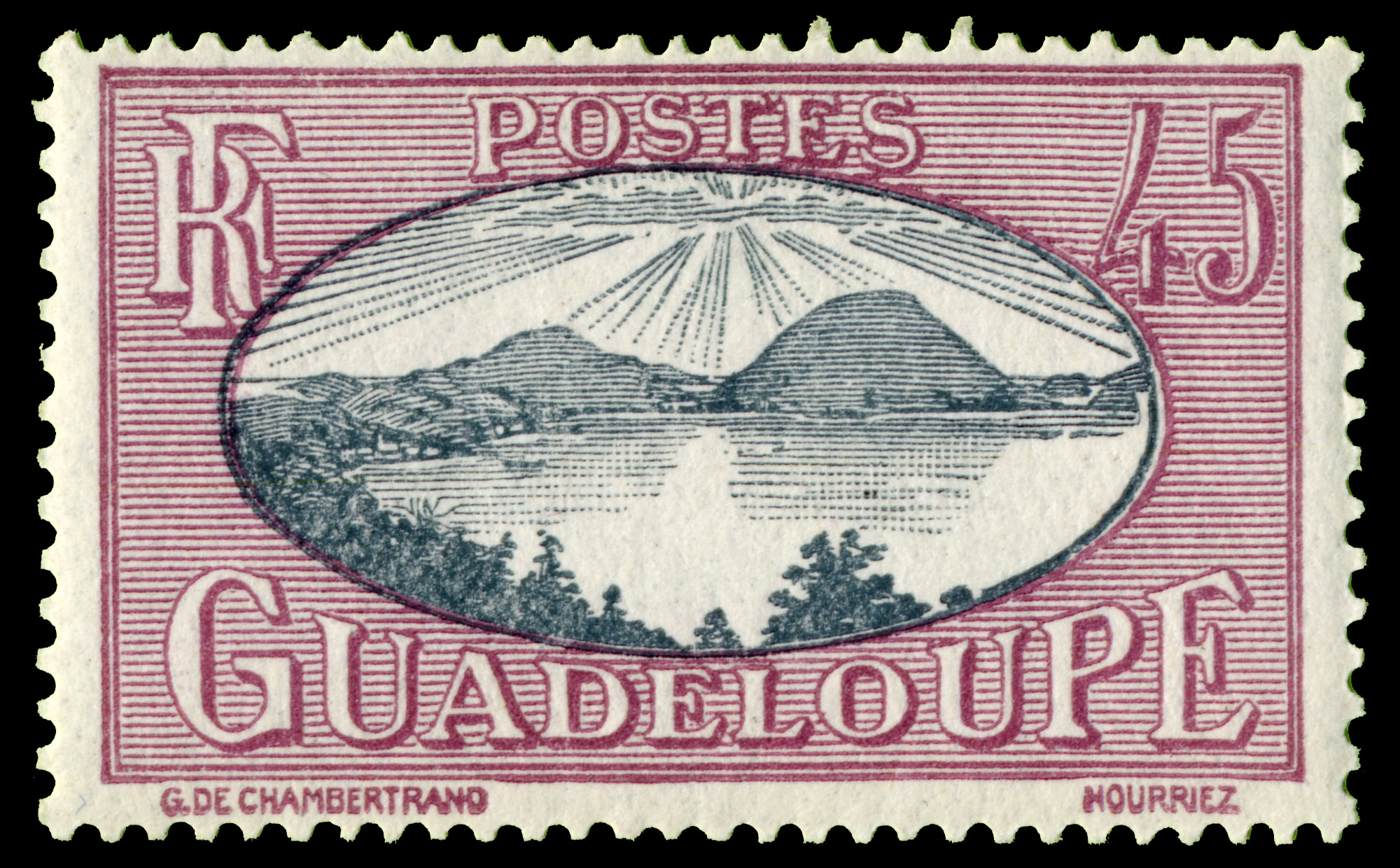
Rade des Saintes
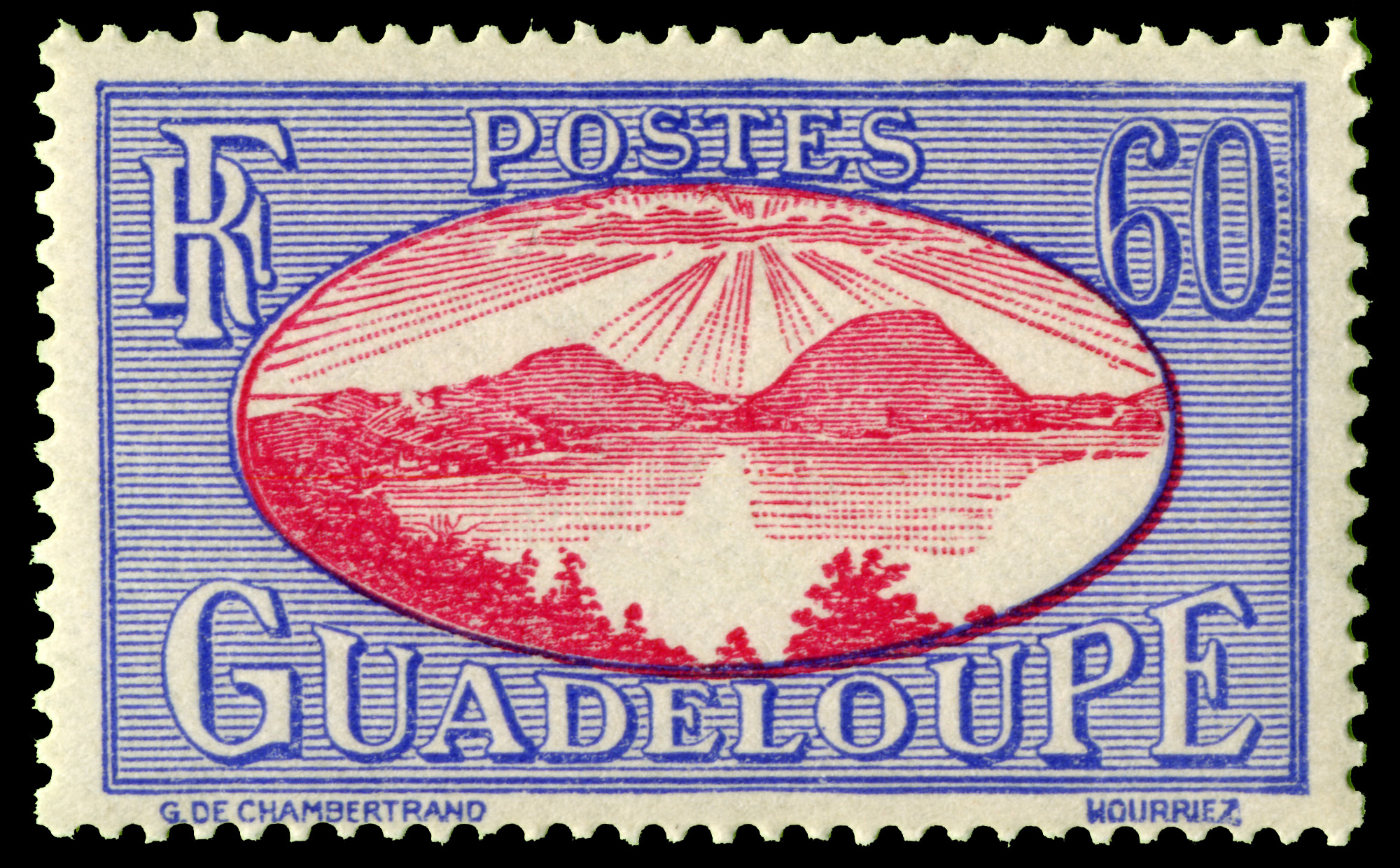
Rade des Saintes
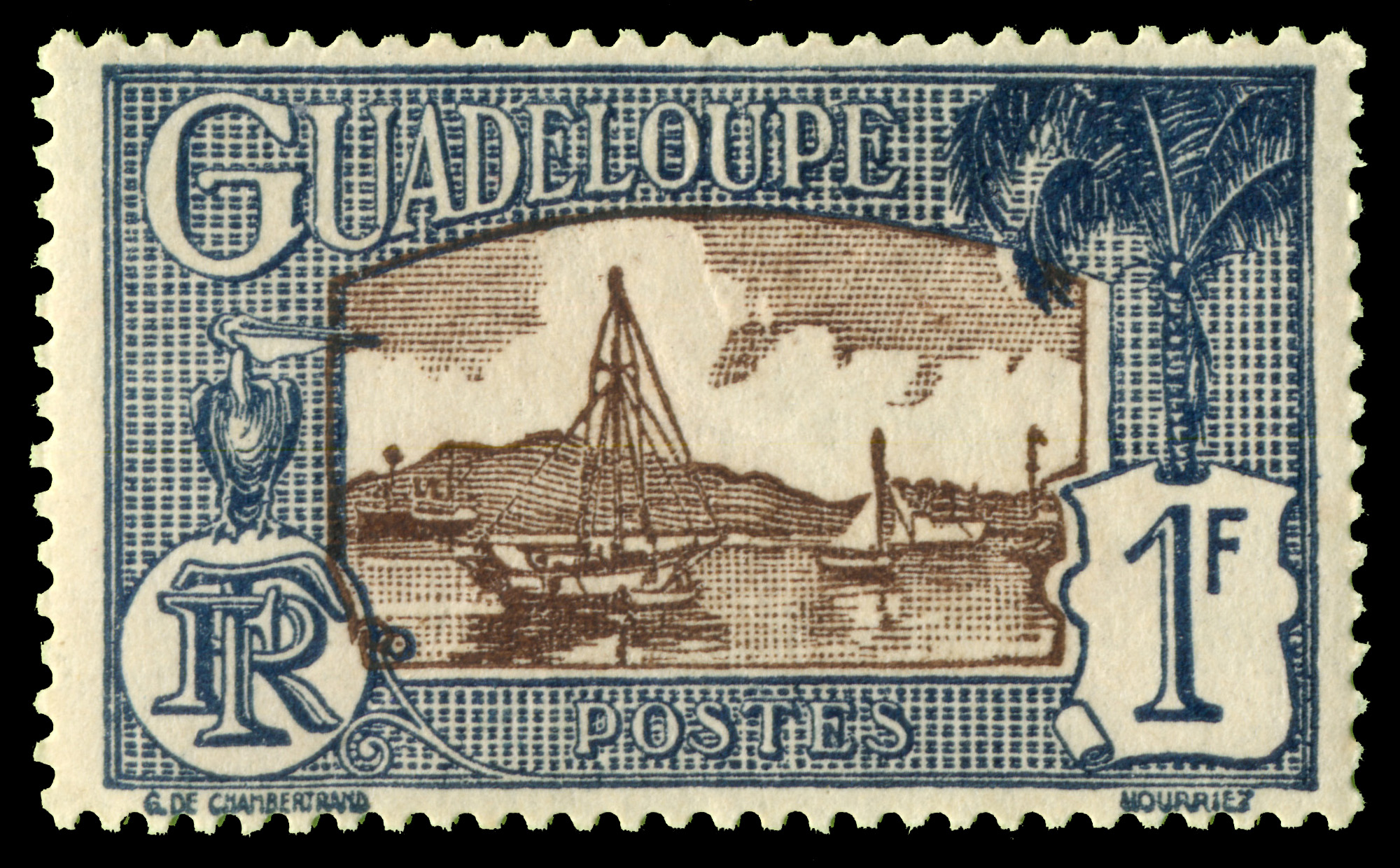
Port de Pointe-à-Pitre
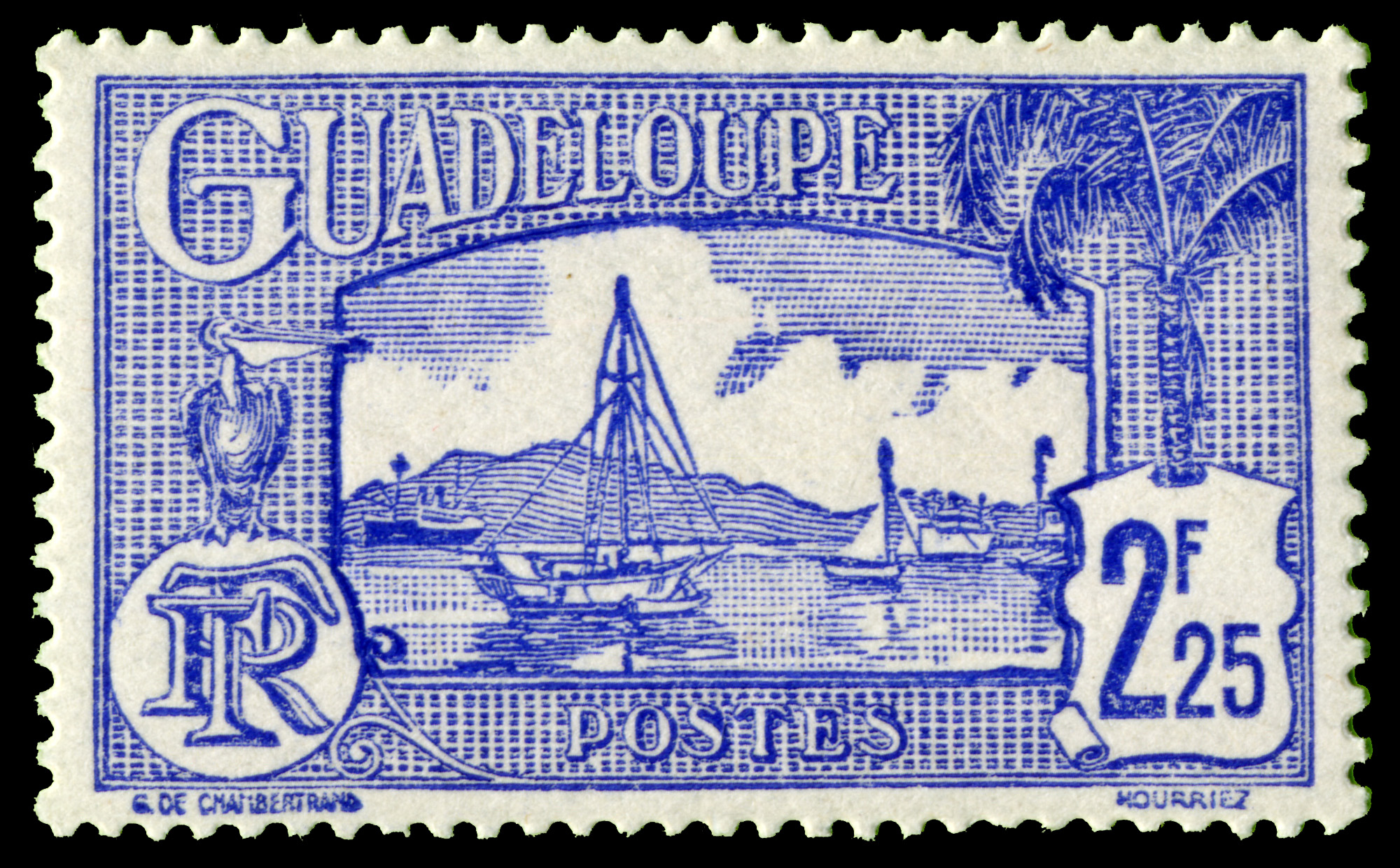
Port de Pointe-à-Pitre
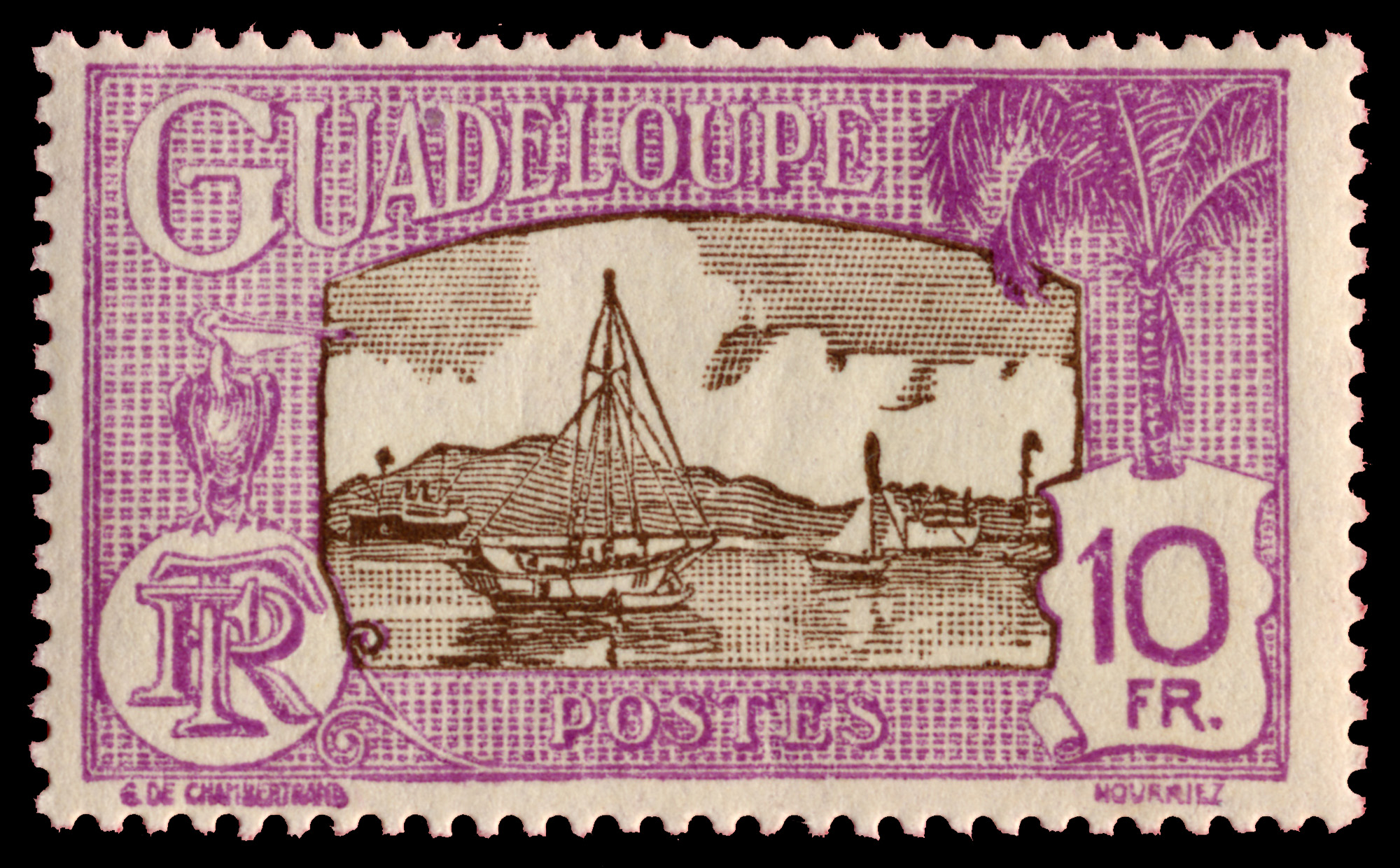
Port de Pointe-à-Pitre
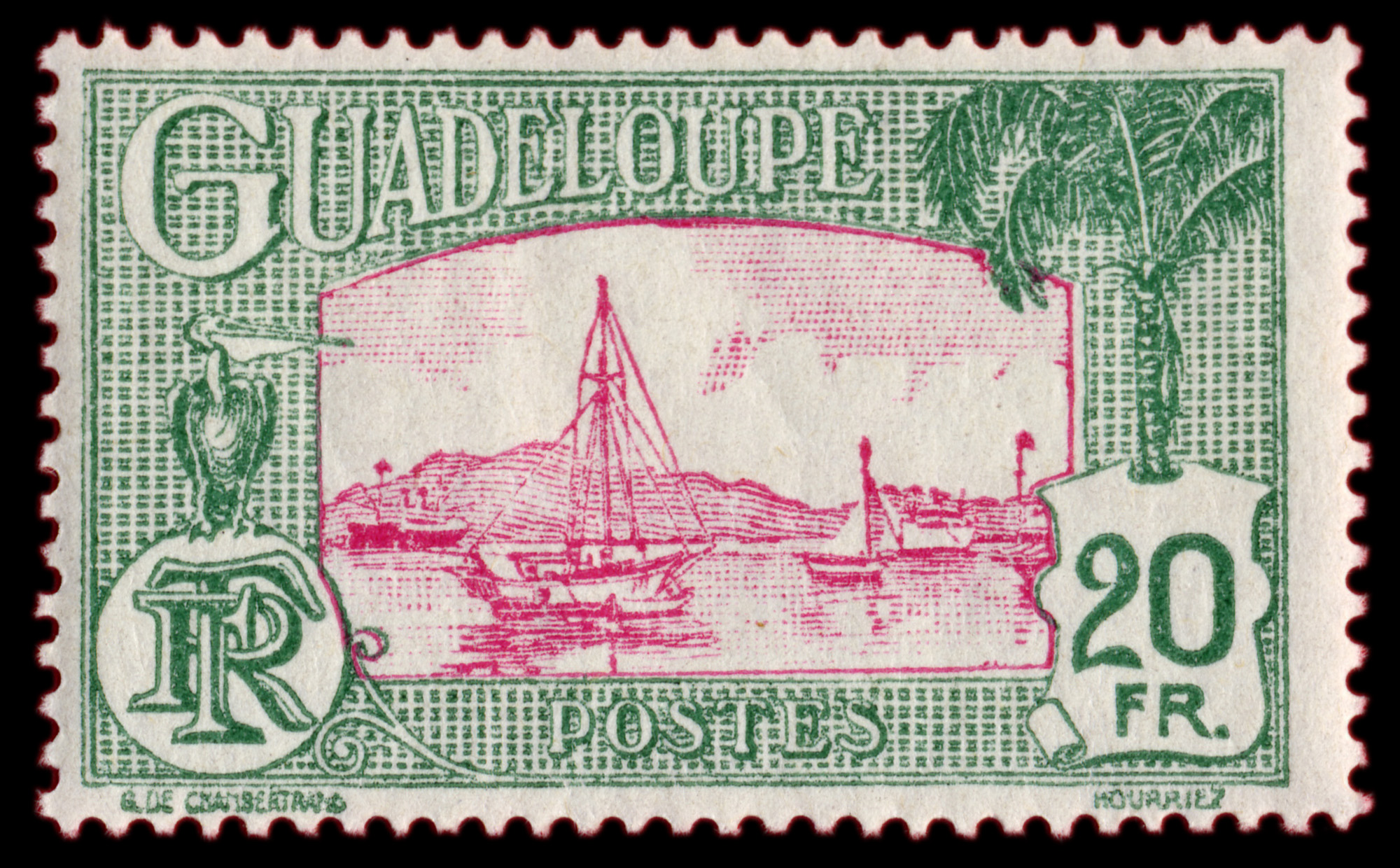
Port de Pointe-à-Pitre
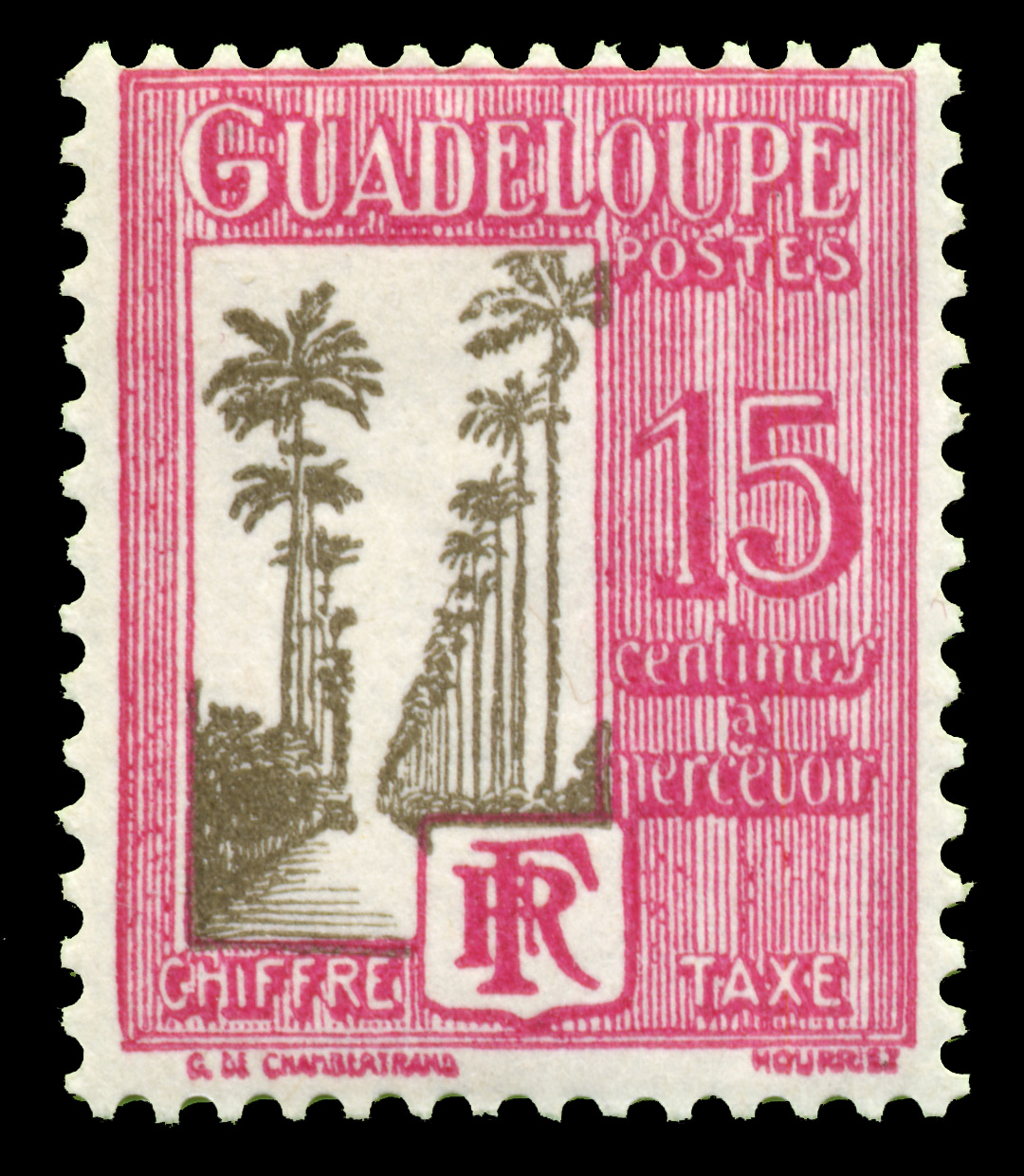
Allée Dumanoir
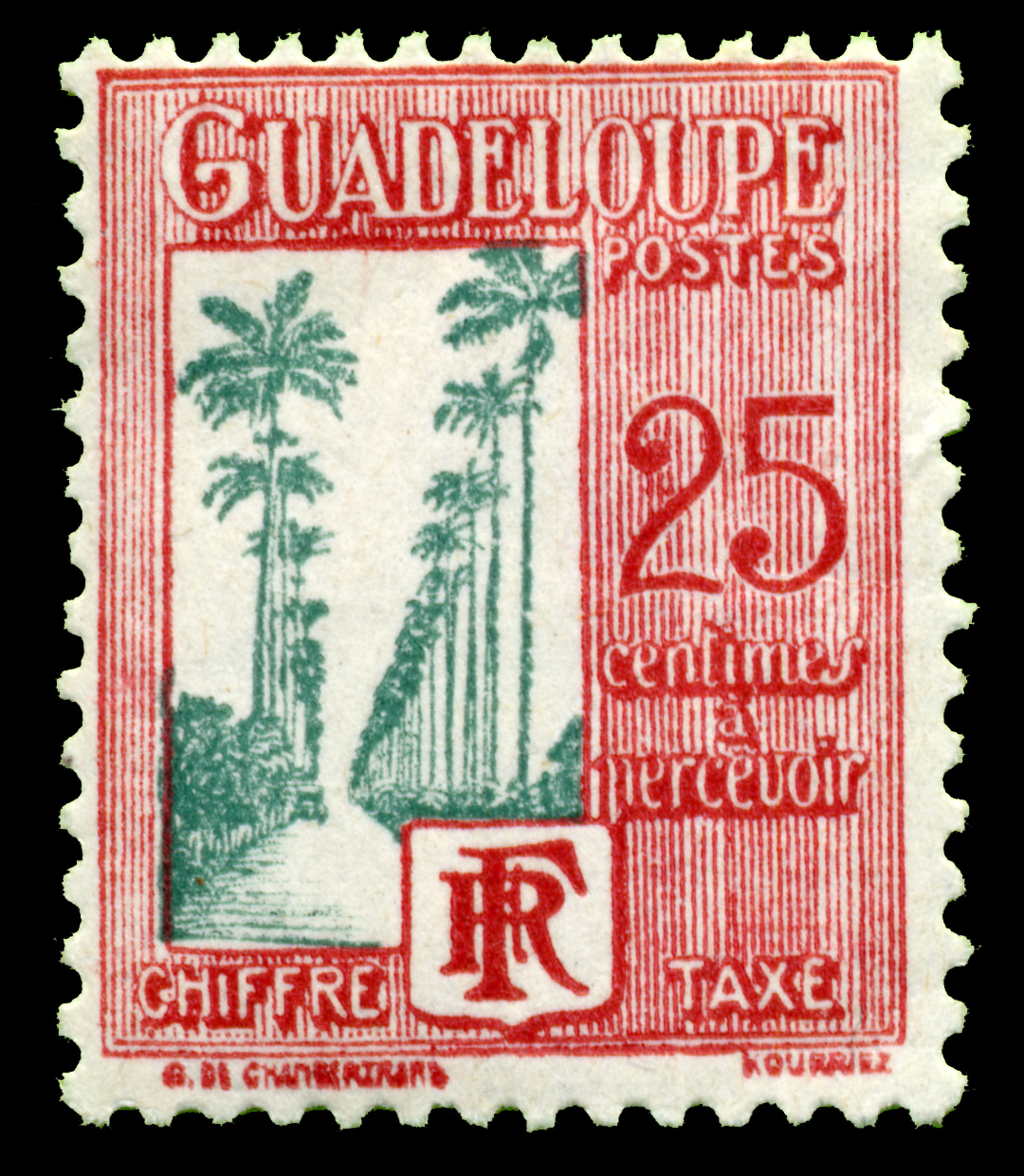
Allée Dumanoir
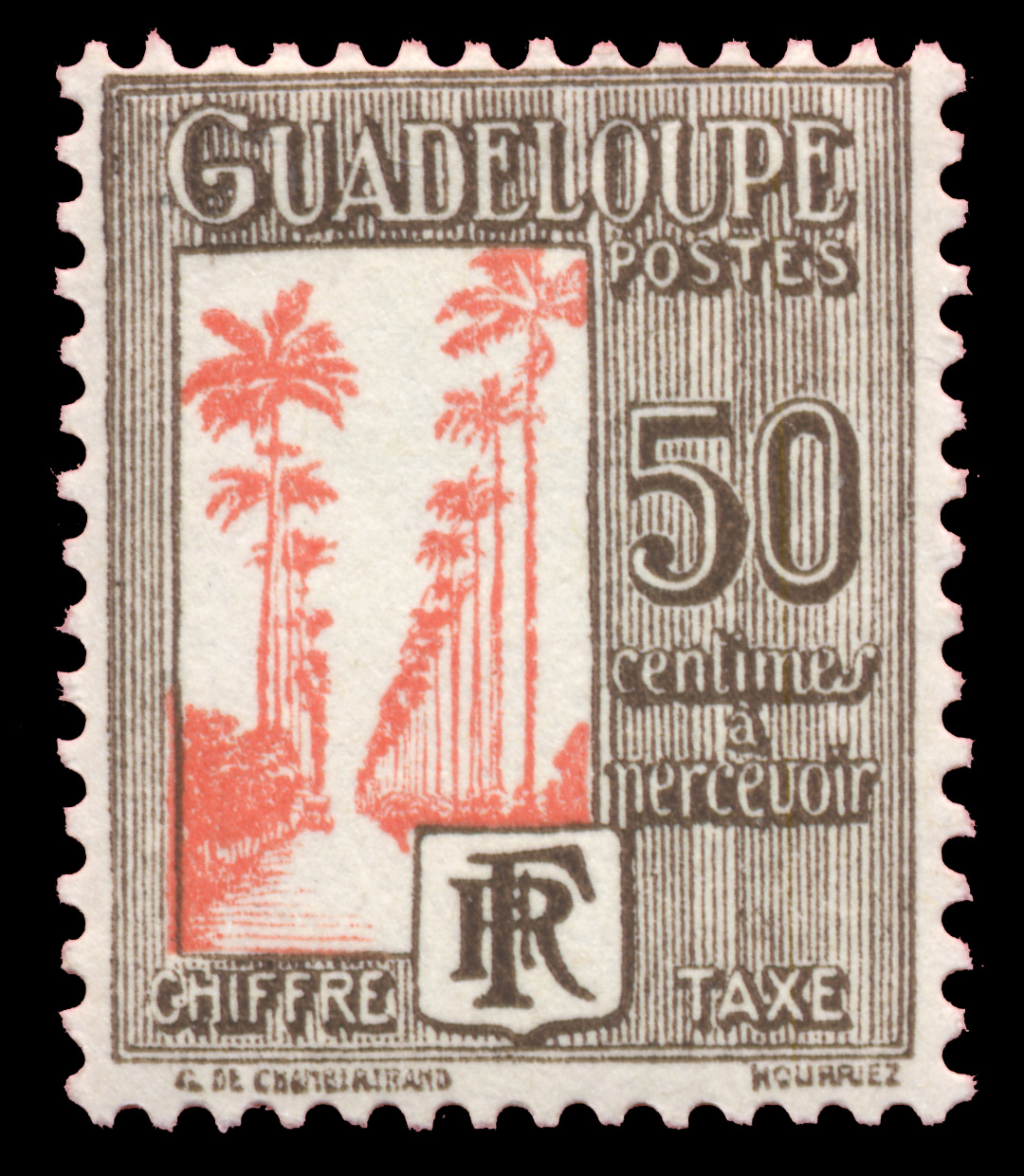
Allée Dumanoir
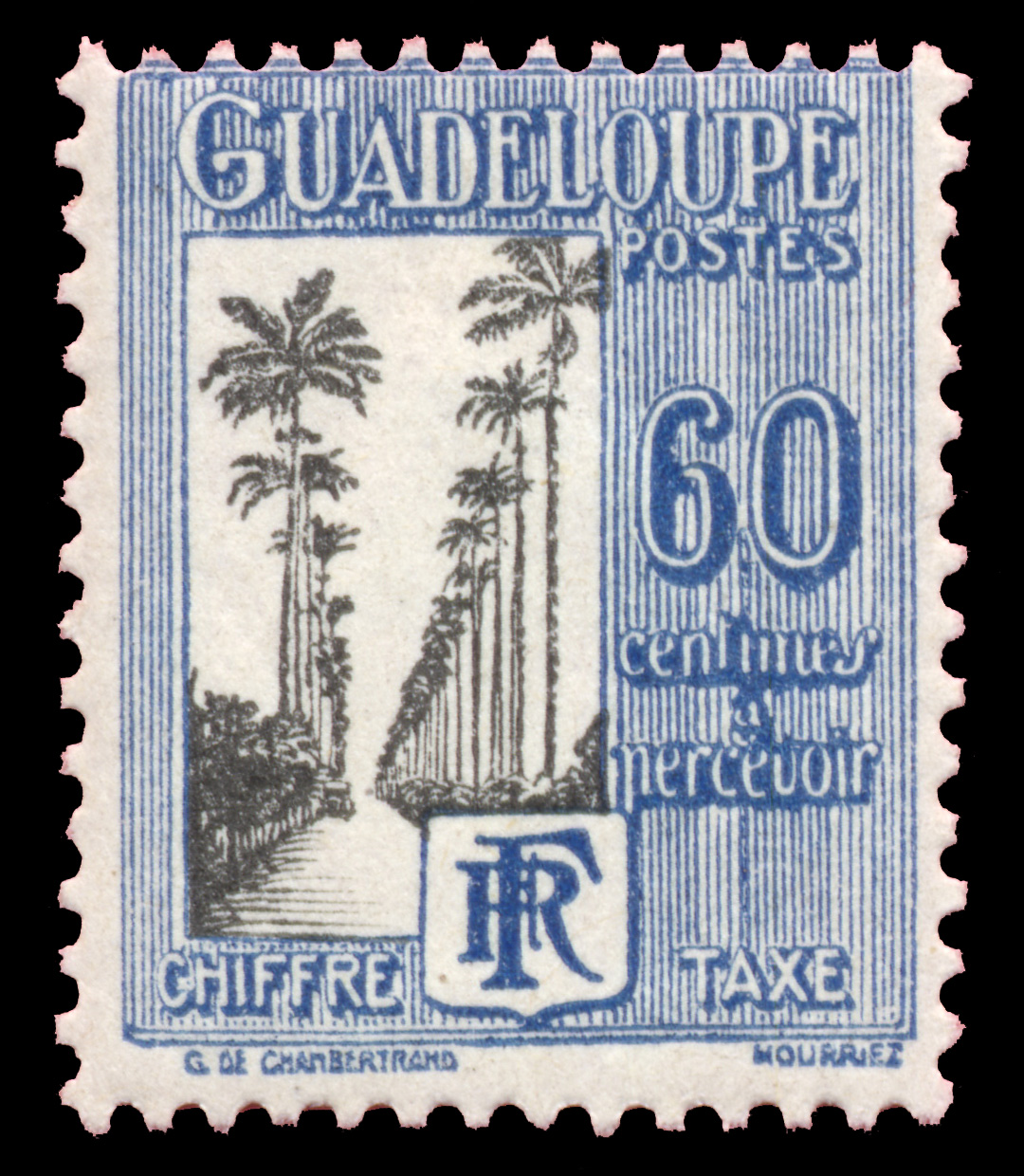
Allée Dumanoir

Les trois images représentent respectivement la rade des Saintes au sud de la Guadeloupe (13 valeurs), le port de Pointe-à-Pitre (15 valeurs) et l'allée Dumanoir à Capesterre-Belle-Eau (13 valeurs). Elles furent gravées pour l'impression par le graveur Georges Hourriez connu pour ses nombreuses réalisations de timbres et de billets de banque.  
Le 1er mars 1924, Gilbert de Chambertrand est institué bibliothécaire à l'Hôtel de Ville de Pointe-à-Pitre avec mission de réorganiser le fonctionnement de ce service municipal. Le 1er juillet 1926, il est nommé de plus professeur de dessin au Lycée Carnot, fonction qu'il exercera jusqu'au 8 avril 1929. 
En 1924 et 1926, il publie deux albums de caricatures : Choses et gens de mon patelin et Mi io ! (Les Voici !) Observateur sagace et pénétrant de son entourage, remarquable portraitiste au trait de plume précis et acéré, il excelle à croquer avec humour mais aussi sans indulgence les travers de ses compatriotes et les scènes cocasses de la vie courante.
Attiré par le journalisme, il adhère à la Société Française de Photographie et collabore à la plupart des périodiques guadeloupéens. Il est un rédacteur régulier du quotidien Le Nouvelliste, dirigé par le renommé Hildevert Adolphe Lara, On trouve aussi sa signature dans de nombreuses publications en France et à l'étranger. Début septembre 1928, le mensuel d'art ABC Magazine publie son article « De l'Art animalier préhistorique » où il fait preuve de son éclectisme et de sa grande érudition.

#### Le cyclone de septembre 1928

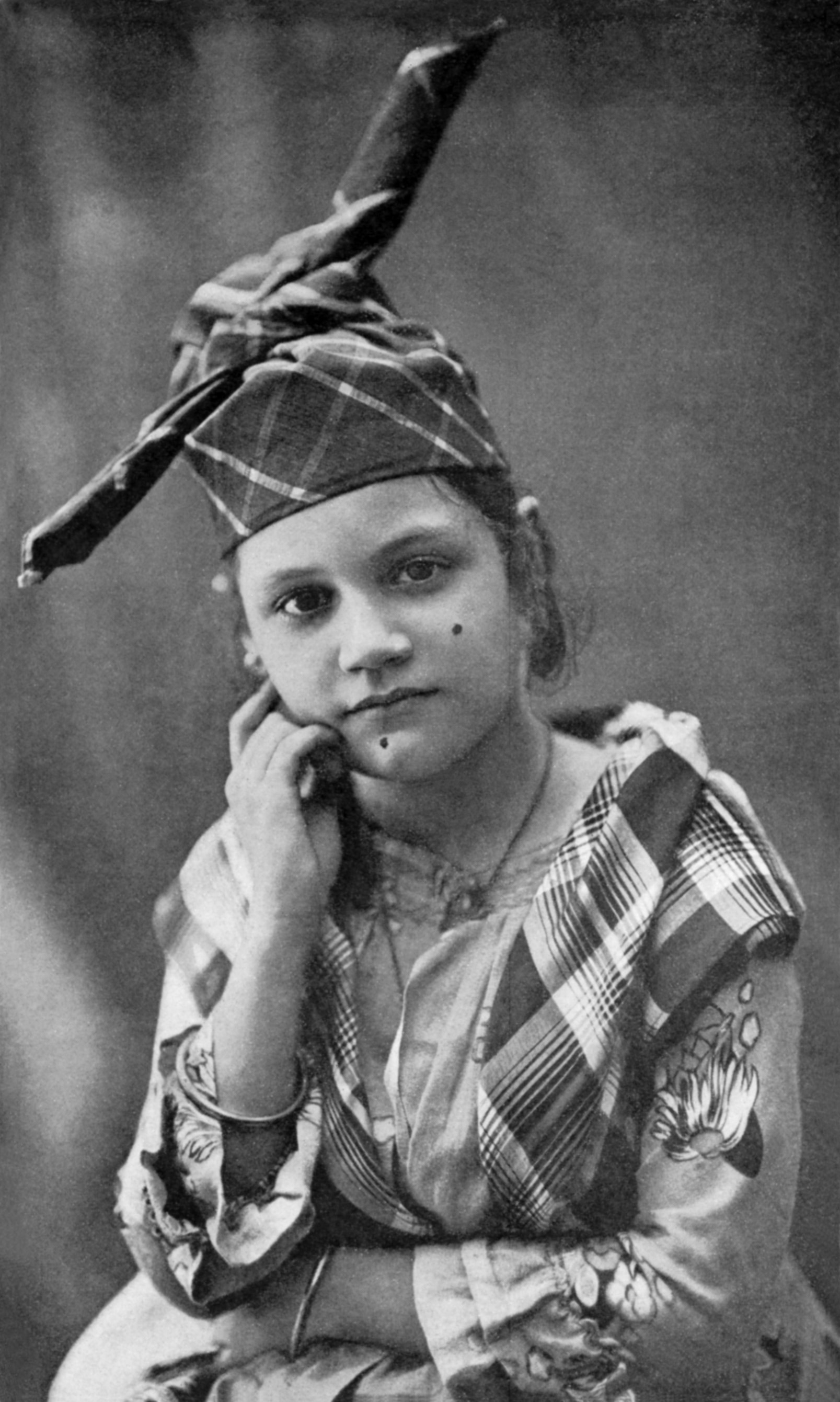
Photographie primée à l'Exposition Coloniale de Marseille 1922. Portrait de jeune Guadeloupéenne.

Le grand cyclone du 12 septembre 1928 détruit sa maison de Pointe-à-Pitre et emporte la majeure partie de ses travaux artistiques, notamment ses épreuves photographiques. Un article paru le mois suivant dans l'Illustration du 13 octobre 1928 sous la signature de Ct Rondeleux  indique : « On lira avec émotion la lettre tragique, dans sa sobre concision, que nous envoie M. Gilbert de Chambertrand, professeur de dessin au Lycée Carnot de Pointe-à-Pitre. Avec un admirable sang-froid, il a noté heure par heure, malgré l'effondrement de sa propre maison, la hauteur du baromètre et les différentes manifestations accessoires ». Voici des extraits de cette lettre :
« Ma maison, qui était assez haute et isolée, me parut peu sûre et je l'abandonnai vers 10 heures et demie pour me réfugier dans une maison voisine, plus basse et mieux abritée, emmenant deux enfants et emportant mon baromètre à mercure, la seule chose qui dût me rester. Vers midi, en effet, ma maison s'effondrait et le baromètre marquait 720. Mais le vent devait croître encore de violence, et la dépression se creuser davantage. 
Ce n'était qu'un vacarme épouvantable de tôles et de planches emportées et défonçant les maisons ; de murs s'écroulant ; la mer envahissant la ville par les quais, éventrant les docks et les magasins. La maison où je m'étais réfugié commençait à être démolie à son tour. Sa toiture arrachée pièce à pièce, le plafond de l'étage supérieur s'effondrant sur les planchers, s'ajoutaient pour nous au vacarme extérieur. Tout était ruisselant d'eau, et le vent atteignit une force prodigieuse. .../...
À plus d'une reprise, la maison frémit et nous la sentîmes se soulever. Elle resta cependant sur sa base et, vers 16 heures, nous eûmes la joie de constater que le baromètre était remonté à 728. .../... À sept heures, lorsque nous nous hasardâmes au dehors, le baromètre marquait 756. 

Quel spectacle nous attendait !... Les maisons culbutées, éventrées, les rues encombrées de débris de toutes sortes, les arbres réduits à leurs troncs, pour ceux du moins qui n'ont pas été déracinés. Le pays devenu méconnaissable. Toute une terre dévastée, roussie, sur laquelle les premiers secours commencèrent de s'organiser péniblement, toutes sortes de choses horribles, de scènes atroces, dont le nombre allait croissant. Des cadavres arrachés aux décombres... El maintenant, c'est l'isolement, toutes les communications interrompues, la famine et l'épidémie devant soi, parmi les fers tordus, les poutres rompues, les maisons renversées. »

### En France métropolitaine
Profondément affecté par cette catastrophe qui lui cause des pertes considérables, Gilbert de Chambertrand décide dès 1929 de quitter la Guadeloupe avec sa femme et ses quatre enfants pour aller vivre définitivement en France métropolitaine. Il reprend pendant quelques années son métier de photographe à Montreuil où il installe son studio au n° 10 rue Parmentier.   

#### Assistant puis membre permanent du Musée de la France d'Outre-mer
À partir de 1935, année de la célébration du Tricentenaire du rattachement des Antilles à la France, le Musée de la France d'outre-mer à la Porte Dorée le charge de missions ponctuelles aux côtés du célèbre écrivain réunionnais Ary Leblond qui en est le conservateur et devient son ami. Il assure des travaux de photographie et travaille à la conception de plusieurs affiches. Il est l'auteur en 1938 d'une grande affiche promotionnelle qui sera très largement diffusée : « Le Musée de la France d'Outre-mer et son aquarium », composition photographique montrant au premier plan la sculpture en bronze d'une femme indigène accroupie tenant une lance et un fusil. Cette affiche lui attire de nombreux éloges. Il multiplie les conférences pour des sociétés savantes et publie des articles dans divers journaux. En 1937 et 1938, il publie aux Éditions Paul Montel deux ouvrages de vulgarisation pour amateurs photographes.  
Il étudie parallèlement l'astrologie et devient en 1939 un collaborateur du fameux Dom Néroman, Ingénieur Civil des Mines, directeur de « Sous le ciel », revue dans laquelle Gilbert de Chambertrand écrit lui-même plusieurs articles. Il fait des conférences sur les sciences métapsychiques et prépare quatre ouvrages : « La Lune et ses influences », « Les Causes cosmiques de la guerre de 1939 », « Pour comprendre et pratiquer l'astrologie moderne » et « Dates exactes de la vie du Christ », ce dernier en collaboration avec le Révérend Père G. de Cursac. Ces livres ne seront publiés qu'après la guerre. Il s'agit d'essais ésotériques, hermétiques pour le profane, à considérer comme des parenthèses dans l'œuvre de Gilbert de Chambertrand, en marge de sa production véritablement littéraire. Les esprits rationalistes et scientifiques s'étonneront à juste titre de l’intérêt d’un homme d’une grande intelligence et à la pensée rigoureuse pour des disciplines controversées, obscures et d’une fiabilité douteuse. Il faut y voir les tentatives hasardeuses de la curiosité d’un homme insatiable d'explorer et expliquer les mystères de la destinée humaine et de la marche de l’univers.      
Fin juin 1940, quand la France est envahie par l'armée nazie, Gilbert de Chambertrand quitte le pavillon de Montreuil et va s'installer dans l'Orne à Sainte-Gauburge où la famille de son gendre, époux de sa fille Julia Gilberte, avait une propriété. Pendant presque deux ans, il gagne sa vie comme préparateur dans la pharmacie de ce petit village. Revenu à Paris, il est engagé le 1er février 1942 au Musée de la France d'Outre-mer à titre permanent cette fois. Il est chargé de la gestion des collections et des réserves du Musée, ainsi que de la documentation technique. Il y restera jusqu'à sa retraite qu'il prendra le 30 janvier 1956, quelques jours avant son 66e anniversaire. Il continue de donner des conférences sur des sujets divers à l’extérieur. Ainsi intervient-il le 9 mars 1943 à la « Chaire de Cosmopsychologie » de l’École de Psychologie fondée en 1888 par le Dr. Edgar Bérillon.  
Durant toute cette période, il habite un appartement de l'Île de la Cité donnant sur la Seine, Quai de l'horloge, à la hauteur du Pont Neuf, et cesse définitivement son activité de photographe. C'est peu après sa retraite qu'il ira finir sa vie dans un pavillon de Maisons-Alfort.  
Outre le dessin, Gilbert de Chambertrand est aussi un peintre émérite. En juin 1954, il participe comme exposant au Salon de peinture du Ministère de la France d'Outre-mer.  

#### Son grand succès: Titine Grosbonda
En 1947, Gilbert de Chambertrand publie son œuvre la plus connue : Titine Grosbonda aux Éditions Fasquelle, recueil de contes et de nouvelles qui séduisent par « leur légèreté désinvolte, leur délicatesse émue ou leur ironie souvent goguenarde ». Dans ce chef-d’œuvre du genre, il donne toute la mesure de son talent de conteur ou d'humoriste avec des tableaux de mœurs, des scènes hautes en couleur, parfois polissonnes et subtilement licencieuses, d'une grande vérité dans l'observation de la psychologie collective et des caractères. « La peinture est goguenarde mais exacte. La satire n'y est jamais cruelle. Tous les milieux sociaux-ethniques guadeloupéens sont représentés. Blanc créole, Chambertrand ignore le préjugé de couleur. Nulle antipathie, chez lui, pour les gens de couleur ou les nègres. Ses portraits sont d'une grande vérité humaine, qu'il peigne un vieux paysan noir qu'accable la misère et la solitude, un mulâtre parvenu de la ville ou un "blanc pays" ».

#### Adepte de lapoésie classiqueet de latradition parnassienne
Amoureux et féru de la langue française, admirateur de José-Maria de Heredia et d'Anatole France, Gilbert de Chambertrand, quand il n'écrit pas en créole, est un puriste intransigeant, tant dans sa poésie que dans sa prose et l'on ne peut qu'admirer sa parfaite maîtrise de la langue et l'aisance de son style imagé, fluide et limpide. Il revendique sans détour l'attrait du classicisme. Ainsi nous livre-t-il en 1939, dans la préface de ses Images Guadeloupéennes :
« Je n'ai voulu, pour parer mon indigence, que le titre éprouvé du classique vers français. Que, surtout, l'on n'y voie point la marque d'une fatuité que je n'ai jamais nourrie. Indigène d'une terre lointaine, je me tiens à mon humble rang, et je n'ambitionne que de m'y tenir avec fierté. Qu'il me soit pardonné si, par folle gratitude pour une langue que j'aime passionnément, j'ai osé soumettre à sa règle ces Images de mon pays où la brise et le flot, depuis plus de trois siècles, ne chantent que des chansons françaises. »
Son recueil de poèmes intimistes D’Azur et de Sable publié en 1961 est récompensé en 1962 par l'Académie Française (Prix Heredia). En des sonnets porteurs de son souci de la perfection, il développe l'amour du pays natal, dépeint la beauté, la sensualité du corps féminin dans des vers à l'érotisme sublimé d'où s'évade la nostalgie de la jeunesse. Il fait le bilan de toute une vie mais formule aussi des propos d'une virulence déconcertante à l’égard de la religion.

#### Autres écrits: Cœurs créoles, Reflets sur l'eau du puits
En 1958, Gilbert de Chambertrand publie Cœurs créoles, roman à vocation « philosophique» où il donne sa description de l'âme et de la société guadeloupéennes au lendemain de la deuxième guerre mondiale. L'écrivain s'attarde à des questions d'ordres historique, politique et culturel, montrant à cette occasion un scepticisme et un aveuglement étonnamment rigides à l'égard de l'idéologie de la négritude. Le roman presque terminé en 1948 devait s’intituler « Mélise» mais il faudra attendre dix ans et l'âge de 68 ans pour qu'il paraisse à compte d'auteur sous un autre titre.

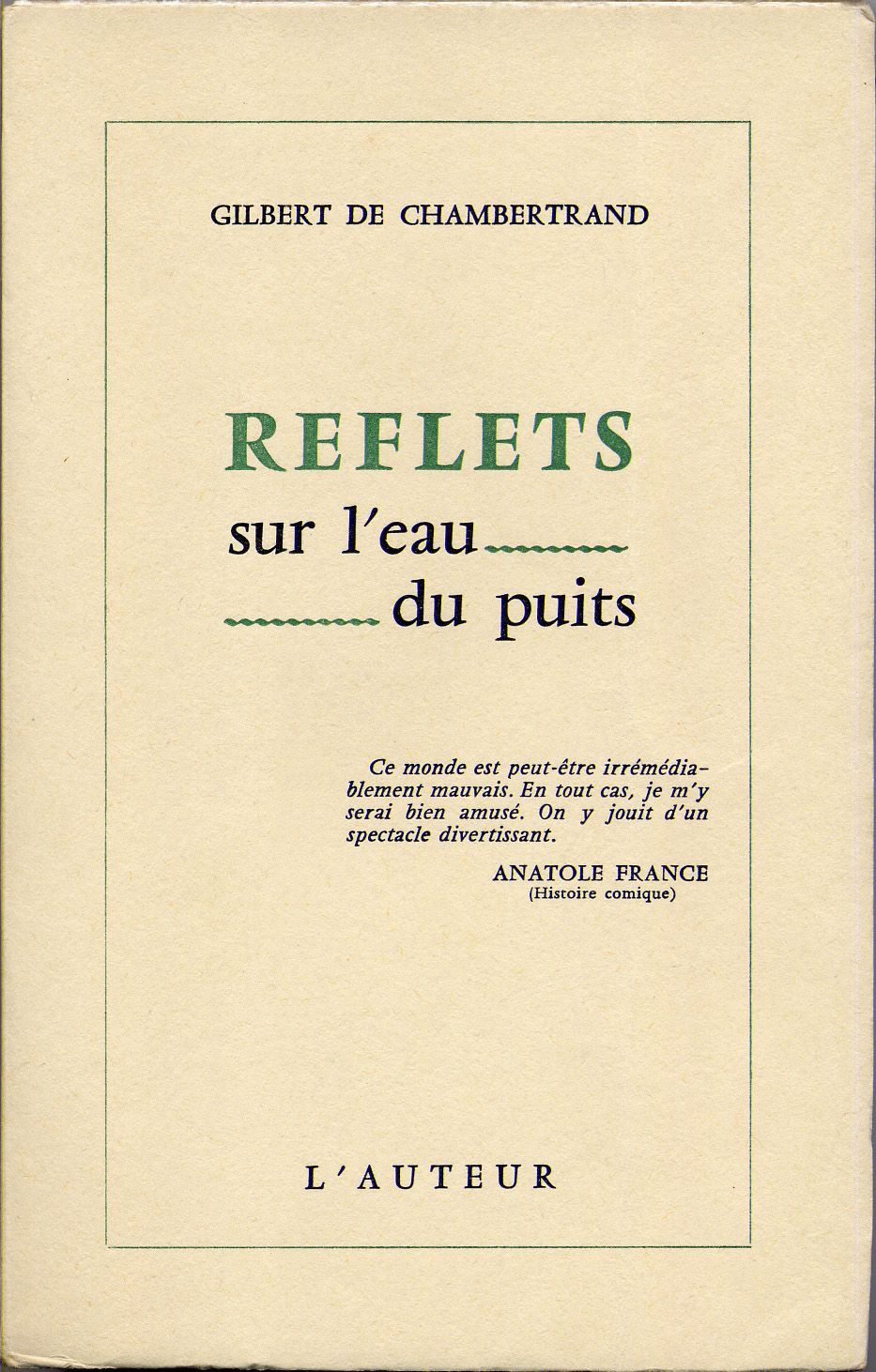

Parmi ses derniers écrits, on retiendra Reflets sur l’eau du puits (1965), impressionnante collection d’aphorismes et de pensées souvent désabusées, ordonnée selon des thèmes éternels : l’amour, les femmes, l'homme, la politique, la guerre, la justice, la science, le temps, la mort, Dieu. Sans reléguer ses dons de scrutateur et de visionnaire, on y trouve du meilleur et du choquant, presque inconvenant : des arguments d'une virtuosité incomparable, un art consommé de la chute et du paradoxe, des boutades délicieuses, mais aussi des sarcasmes cyniques et corrosifs, volontairement provocateurs. Gilbert de Chambertrand y affiche une misogynie récurrente dont on se demande si elle est le reflet d’une posture ou d’une réalité. Cette ironie cinglante enrobée de distinction aristocratique a valu à son auteur le titre de « Sacha Guitry de la Guadeloupe ».
« Les sexes ne se complètent que par un endroit : ils s’opposent pour tout le reste. »
« La guerre est la plus gigantesque escroquerie dont soit victime l'imbécillité humaine. Ceux qui la décident se gardent bien de lui faire le sacrifice de leur vie, mais ils l'exigent de ceux à qui ils la font faire. »
« Au temps où la Civilisation et le Progrès n'avaient pas encore appris aux hommes à pourvoir eux-mêmes à leur destruction massive par le moyen de la guerre, c'est la nature qui avait le souci de ce soin : elle y employait les épidémies. »
« La politique est l'art d'édifier son propre bonheur sur le malheur d'autrui. »
« Peut-être que le démiurge qui fabriqua ce monde n'imagina jamais qu'il eût pu sortir un jour de toute cette matière, par une alchimie prodigieuse, cette force qu'on appelle l'Esprit, contre laquelle, depuis lors, pris au dépourvu, il cherche en vain une riposte efficace. »
« Dieu est un vocable commode pour désigner la partie de l'univers qui échappe à notre connaissance. Tout porte à croire qu'il est immense, et probablement infini. »
Gilbert de Chambertrand a écrit accessoirement sous les pseudonymes de Gilles Bertrand, Guy Clair, Jeanne Aimard de Toussat.

### Descendance
De son mariage à Pointe-à-Pitre le 26 juillet 1913 avec Louise Gabrielle Julia Edwige (1884-1971), fille d'un receveur des impôts de la Guadeloupe, Gilbert Suaudeau de Chambertrand eut successivement trois filles : Danielle Gilberte Lyne (1914-1953), Julia Gilberte (1916-2009), Ghyslaine Héliane Josette Nise (1921-2009) puis un fils Gilles (1926-1986).

### Mort
Tout au long de son existence, en dépit des épreuves traversées, Gilbert de Chambertrand avait gardé l'amour de la vie et un espoir profond dans la sagesse de l'humanité. Il assigne au poète une valeur noble et éternelle de sa mission :
« Et, témoin clairvoyant du destin qui nous mène,
Dressé contre l’esprit de l’injuste univers,
Sois l’écho palpitant de la grandeur humaine. »

(dans Le Poète).
Mais à la fin de sa vie, ce personnage complexe et solitaire semble avoir perdu son optimisme et dévoile de brûlantes blessures. Son recueil D’Azur et de Sable (1961), faisant figure de testament, témoigne de sa vision de la vieillesse et de la mort.

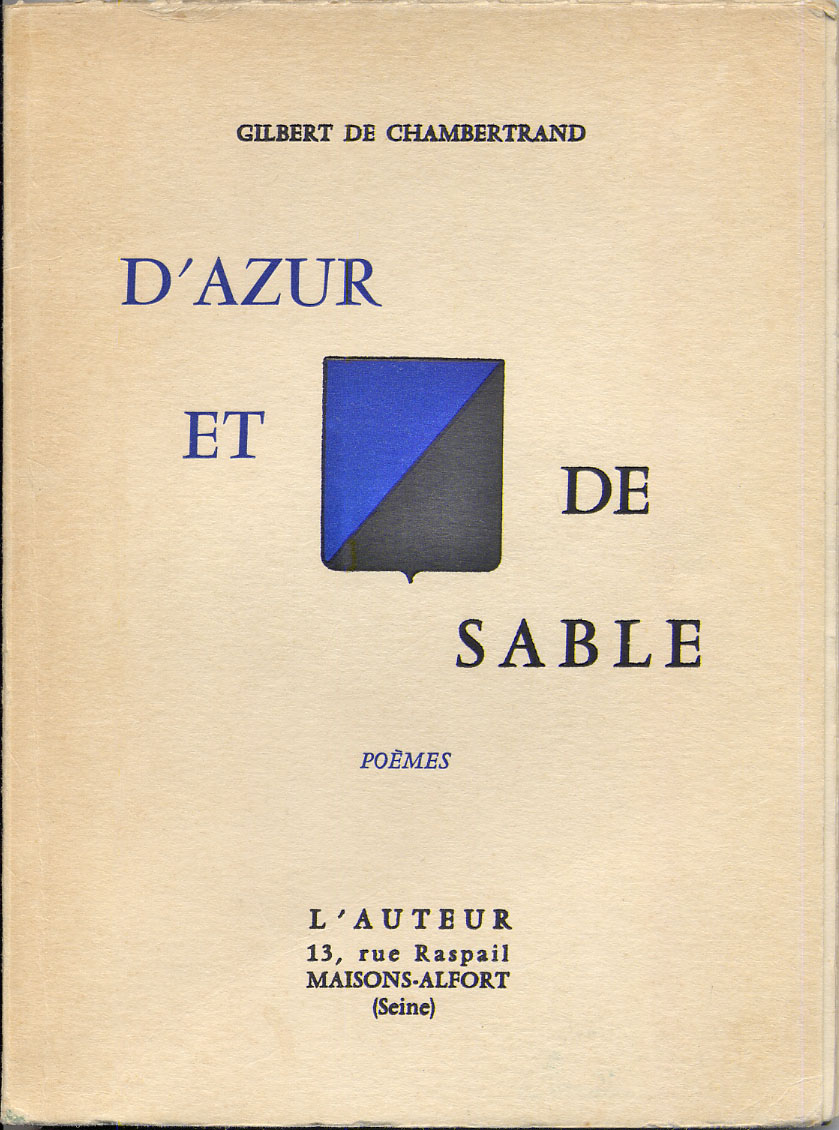

« Sans doute, l’espérance à présent m’est ravie ;
Pourtant palpite encore un grand rêve éperdu
Sous mon front qu’ont marqué les griffes de la vie. »

(dans Bilan).
« J’ai tant vécu que j’ai perdu le goût de vivre ;
L’espoir s’est effrité peu à peu sous mes doigts ;
Je n’attends rien des jours ; je fais ce que je dois
Mais tout prêt, las de lire, à refermer le livre. »

(dans Désabusement).
« De toute peur, de tout regret, je me défends,
Et pourtant je t’en veux, ô Mort douce et cruelle, 
Des pleurs que tu mettras aux yeux de mes enfants. »

(dans La Mort).
Dans un sonnet bouleversant, il se rappelle la mort de sa première fille Lyne, décédée le 6 juin 1953 à l’âge de 39 ans.
« L’affreux événement subsiste en ma mémoire
Et mon cœur se déchire à ce seul souvenir :
Le drame de Sa vie allait bientôt finir,
Sa chair prenait déjà la couleur de l’ivoire. »

(dans Juin 1953).
Libre penseur soutenu par un idéal mystique, Gilbert de Chambertrand continuait de mettre son espérance dans le progrès spirituel et l’avenir de l’être humain. Cette foi et cette philosophie se devinent dans un long poème inédit, écrit peu avant sa mort : 
Vive la vie ! (Extraits)

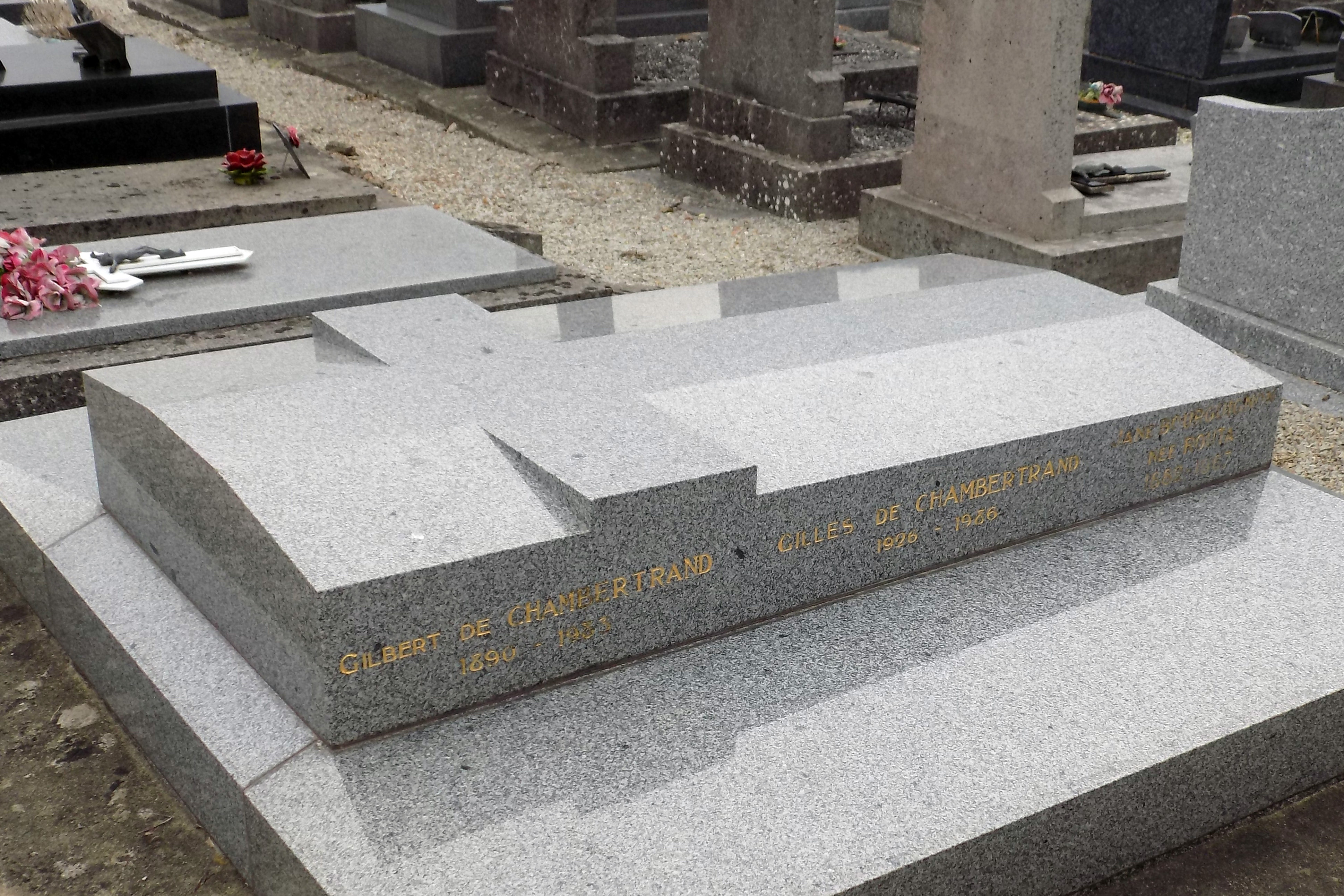
Tombe de Gilbert de Chambertrand à Sainte-Gauburge (Orne) où reposent également sa femme, son fils Gilles et sa seconde fille Julia Gilberte.

« Je suis las et recru comme un vieux patriarche.
J'entends venir à moi la douce nuit qui marche,
Docile au vœu baudelairien,
Et, poursuivant des  yeux mon passé qui recule
Dans les  molles vapeurs d'un brumeux crépuscule,
Mes regards  n'y distinguent rien.
Mes pas n'ont pas laissé de traces dans le sable
Et, sur l'écran des jours, mon œuvre périssable
Hélas !  n'aura pas survécu.
Je n'ai su ni voulu bâtir une opulence;
Je n'ai pas offensé de faux poids ma balance;
J'ai toujours manqué d'un écu.
.../...
Que m'importe donc ou gloire ou fortune ?
De telles faveurs je ne brigue aucune,
Mais j'aime voir luire un rayon de lune
Sur le brin d'herbe proche ou sur l'arbre lointain.
.../...
Si moi-même ai perdu l'ardeur de la jeunesse,

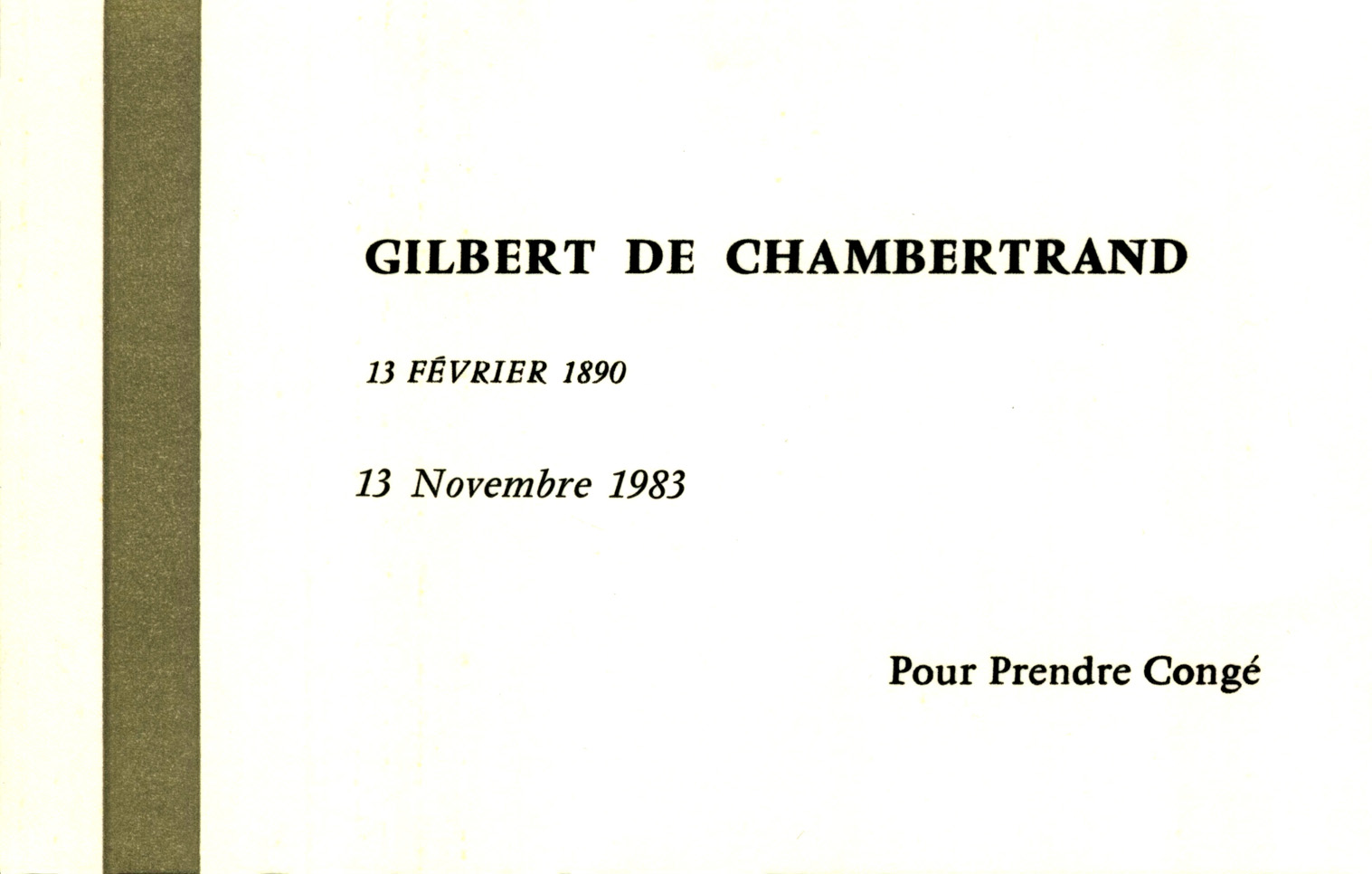
Faire-part de son décès.

II suffit maintenant que mon cœur reconnaisseQu'elle éclate ailleurs aujourd'hui :
Toujours des amoureux vont à deux par les rues,
Et de jeunes beautés, chaque soir accourues,
Narguent le temps qui s'est enfui.
Qu'importe donc, qu'importe une ombre qui s'efface ?
Le monde a pour jamais son émouvante face
Que rien ne saurait déformer,

Et les nouveaux garçons qui hantent les charmilles,
Buvant l'azur du ciel dans les yeux bleus des filles,
Sont ivres du bonheur d'aimer ! »

GILBERT DE CHAMBERTRAND (1980).

Gilbert de Chambertrand passe un peu plus des vingt dernières années de sa vie à Maisons-Alfort dans un pavillon qu'il partageait avec son fils Gilles au n° 13 rue Raspail, y continuant de publier plusieurs ouvrages à compte d'auteur. Dans sa quatre-vingt-dixième année, tourmenté par les atteintes physiques de l’âge, l’idée du suicide lui vient à l’esprit (correspondance du 21 juillet 1979 avec Édouard Boulogne)
Je reconnais tout de suite qu’en ce qui concerne la graphie j’écris moi-même très mal, et que vous ne me lirez sans doute qu’avec peine. C’est un des effets physiques de l’âge, car si je garde un esprit alerte et jeune, un cœur encore prompt à l’enthousiasme, à l’admiration, je vois se multiplier toutes sortes de disgrâces corporelles qui me gênent et m’importunent au point de me faire penser au suicide, comme avait fait Montherlant, car je n’accuse encore aucune tare organique, et à 90 ans j’ai passé l’âge du cancer et de l’infarctus.
Il avait fait connaître sa volonté de donner son corps à la médecine. Décédé le 13 novembre 1983 d’une maladie infectieuse à l'Hôpital Intercommunal de Créteil à l’âge de 93 ans, son vœu ne put être exaucé. Ses cendres reposent dans le caveau de famille de son gendre, époux de sa seconde fille Julia Gilberte, au cimetière de Sainte-Gauburge-Sainte-Colombe dans le département de l’Orne. Il avait préparé de longue date le modèle de faire-part de son décès, constitué d'une simple formule lapidaire : « Pour Prendre Congé »
En juin 1995, Julia Gilberte Suaudeau de Chambertrand (1916-2009), épouse Bourguignon, fait don aux bibliothèques de la Guadeloupe de la quasi-totalité des livres de son père, en sa mémoire.

## Hommages et distinctions

### De son vivant
- Marseille 1922 : Gilbert de Chambertrand est honoré d'une médaille d'or à l'Exposition Coloniale Internationale de Marseille pour ses photographies.
- Paris 1938 : Il est lauréat du Concours de Poésie coloniale[27] organisé par le groupement « Ceux d'Outre-Mer ».
- Paris 1953 : décoration de Chevalier de l'Ordre de l'Étoile Noire (décret du 25 août 1953)
- Paris, mai 1954 : il obtient le premier prix au Concours de Poésie de la Société Arts-Sciences-Lettres de Paris. Il est honoré de la médaille d'argent de la Ville de Paris[27].
- Basse-Terre, 1960 : Gilbert de Chambertrand est lauréat de l’Hibiscus d’Or aux Jeux Floraux de Guadeloupe[47] pour ses envois de poèmes en français et en créole[48].
- En 1962, Prix Heredia de l'Académie Française pour son recueil de poèmes "D'Azur et de Sable"
- En 1964, invité par un groupe d'amis, Gilbert de Chambertrand âgé de 74 ans fait un retour de quelques jours au pays natal, son seul voyage après l’avoir quitté en 1929. Il y reçoit un accueil triomphal. Le dimanche 10 mai à Basse-Terre, une grande soirée de gala est donnée en son honneur dans la salle du cinéma-théâtre « Le d'Arbaud ». Plus d'une vingtaine d'artistes sont réunis pour lui rendre hommage dans un récital de ses œuvres poétiques, suivi d'une représentation de sa pièce de théâtre : L'Honneur des Monvoisin[14]

### Centenaire de sa naissance
En février 1990, la Guadeloupe célèbre le centenaire de sa naissance. Une exposition de ses œuvres est organisée à Pointe-à-Pitre. À cette occasion, l'administration des postes édite une flamme philatélique à son effigie, qui est apposée durant un mois sur les courriers postés de la Guadeloupe.

### Noms de voies publiques
```
La Guadeloupe a rendu hommage à Gilbert de Chambertrand en donnant son nom à des voies dans plusieurs communes de l'île :
```

- Allée Gilbert de Chambertrand à Basse-Terre (97100)
- Rue Gilbert de Chambertrand à Pointe-à-Pitre (97110)
- Rue Gilbert de Chambertrand à Saint-Claude (97120)
- Impasse Gilbert de Chambertrand à Baie-Mahault (97122)
- Rue Gilbert de Chambertrand à Grand-Bourg de Marie-Galante (97112)
- Rue Gilbert de Chambertrand à Saint-Louis de Marie-Galante (97134)

### Œuvres de Gilbert de Chambertrand
```
Outre une multitude d'articles de presse disséminés dont le recensement reste à faire, il faut citer :
```

- L'Honneur des Monvoisin, comédie en un acte représentée pour la première fois au Théâtre des Variétés de Pointe-à-Pitre le 13 juillet 1917.
- Les Méfaits d'Athénaïse, comédie en un acte représentée pour la première fois au Théâtre des Variétés de Pointe-à-Pitre le 31 mars 1918
- Le Prix du Sacrifice, comédie en un acte représentée pour la première fois au Théâtre des Variétés de Pointe-à-Pitre le 31 mars 1918.
- Les sept péchés capitaux, plaquette de vers « d'une facture originale et savante[14] », Pointe-à-Pitre, 1919
- Mi péi en moin, chanson créole, paroles de G. de Chambertrand, musique de L. Tigrane, Exposition Coloniale de 1922[16]
- Choses et gens de mon patelin, dessins humoristiques, Pointe-à-Pitre, 1924 (réédition Louis Soulanges, 1961)
- MI IO ! , recueil de dessins humoristiques réalisés par l'auteur sur la vie guadeloupéenne, Pointe-à-Pitre, 1926, 30 p., réédité à Pointe-à-Pitre en 1963
- Doudou cé vous, biguine guadeloupéenne, paroles de Gilles Bertrand, musique de Savinien Léogane, Pointe-à-Pitre, 1927, enregistrée à Paris le 20 novembre 1930 par Mlle Armelin sur disque 78 tours Odéon n° 238254[49]
- Ah ! pa palé !, biguine guadeloupéenne, paroles de Gilles Bertrand, musique de Savinien Léogane, Pointe-à-Pitre, 1927, enregistrée à Paris le 20 novembre 1930 par Mlle Armelin sur disque 78 tours Odéon n° 238254[50]
- Proverbes et dictons antillais, suivis de Manzè Élodie, conte en créole, dans l'ouvrage collectif Nos Antilles[51] sous la direction de Serge Denis, 1935, pages 287 à 317
- Les Présages, conte publié dans « Contribution de la Guadeloupe à la Pensée française[2] » de Hildevert Adolphe Lara, 1936, pages 295 à 301
- Le Portrait et l'Amateur, Paris, Éditions Paul Montel, 1937, 35 p.
- Agrandissons. Pourquoi. Comment, Paris, Éditions Paul Montel, 1938, 32 p.
- Images guadeloupéennes, recueil de poèmes, croquis de Gaston Vincke, éditions "Ceux d'Outre Mer", Paris, 1939, 60 p.
- La Lune et ses influences, méthode rationnelle de sélénoculture, Paris, La Maison Rustique, 1946, 92 p. (plusieurs rééditions successives jusqu'en 1974)
- Les Causes cosmiques de la guerre de 1939, Paris, Éditions Adyar, 1946, 105 p.
- Pour comprendre et pratiquer l'astrologie moderne, Paris, Éd. Ariane, 1947
- Les dates exactes de la vie du Christ, R.P. G. de Cursac[25] et Gilbert de Chambertrand, Paris, Éditions Adyar, 1947
- Titine Grosbonda, récits guadeloupéens, Paris, Fasquelle, 1947, 250 p.
- Un héraut du régionalisme antillais : Gilbert de Chambertrand[33], sous la direction de Bettino Lara et Roger Fortuné, avec la participation de Emmanuel-Flavia Léopold, Robert Thill, Justin Thomar, Ary Leblond, Paul Jarry, René Coulomb. Livre collectif avec de nombreux textes et dessins inédits de Gilbert de Chambertrand, Publié par les Éditions du Dimanche Sportif et Culturel (Basse-Terre), Collection Les Balisiers, à 600 exemplaires numérotés sous le patronage de la Fédération des Associations Culturelles de la Guadeloupe, avec une souscription de la Municipalité du Lamentin, imprimerie officielle de Basse-Terre, 1948, 122 pages,
- Questions sur l'histoire de la Martinique[52], en collaboration avec Claude et Magdeleine Carbet, Fort-de-France, La Cité du Livre, 18 rue Schoelcher, 1956, 52 p.
- Chansonnelle, l'Île aux oiseaux, de Claude Carbet et Marie-Magdeleine Carbet, illustrations de Gilbert de Chambertrand, Fort-de-France, La Cité du Livre, 1956, 30 p.
- Cœurs créoles[53], roman publié à compte d'auteur, Pointe-à-Pitre, 4 Quai Foulon, 1958, 299 pages
- Cété pou manman moin, « Les Fabliaux créoles de Gilbert de Chambertrand », enregistré par l'auteur sur disque 45 tours, face 1, Pointe-à-Pitre, 1958
- Cado colè, « Les Fabliaux créoles de Gilbert de Chambertrand », enregistré par l'auteur sur disque 45 tours, face 2, Pointe-à-Pitre, 1958
- La Guadeloupe économique, géographique, historique, politique, touristique, en 30 dialogues; Imp. La Productrice, 1959, 56 p.

- D'azur et de Sable, 91 poèmes, en majorité des sonnets, recueil édité à compte d'auteur à 500 ex. numérotés, 120 pages, 1961, Prix Heredia de l’Académie française en 1962
- MI IO ! Les voici ! Here they are ! Aqui estan? ! recueil de textes et dessins humoristiques, nouvelle édition présentée par Bettino Lara et Roger Fortuné et suivie de notices sur les parlers créoles, Basse-Terre, Impr. officielle de la Guadeloupe, 1963, 95 p.
- Reflets sur l'eau du puits, 300 ex. numérotés, à compte d'auteur, Maisons-Alfort, 13 rue Raspail, 1965, 236 pages

- L'Album de famille, recueil de poèmes tiré à 300 ex. numérotés, à compte d'auteur, Maisons-Alfort, 13 rue Raspail, 1969, 44 p.
- De ceci de cela, sous le pseudonyme de Jeanne Aimard de Toussat, Maisons-Alfort, 1976
- Aux éditions "Jeunes Antilles", 12 rue de Lardenoy à Basse-Terre, parution en 1976 d'un coffret toilé de quatre volumes contenant :  - Cantiques pour la Déesse, sous le pseudonyme de Guy Clair, recueil de poèmes, 96 pages    - Dix bel conte avant cyclone, recueil de contes en créole, 63 pages    - Femme, qu'y a-t-il entre toi et moi ? roman, 241 pages    - Théâtre : L'honneur des Monvoisin, Les méfaits d'Athénaïse, Le prix du sacrifice, 3 comédies en 1 acte de 1917 et 1918 (99 p.)
- « napoléon, hitler et le SOLEIL » (sic), essai à compte d'auteur, Maisons-Alfort, 1977, 179 p.
- Considérations sur l'art poétique[54], essai, Maisons-Alfort, chez l'auteur, 1981, 47 p.

### Articles de Gilbert de Chambertrand (ébauche de recensement)
- « La Guadeloupe, Colonie Française », dans : La Guadeloupe à l'Exposition Nationale Coloniale de Marseille 1922 (Collectif), Marseille, Sté du "Petit Marseillais",‎ 1922, p. 53-56.
- « La Guadeloupe à Marseille », dans : La Guadeloupe à l'Exposition Nationale Coloniale de Marseille 1922 (Collectif), Marseille, Sté du "Petit Marseillais",‎ 1922, p. 82-83.
- « De l'Art animalier préhistorique », ABC Magazine (Max Gottschalk, Directeur), mensuel d'art, Paris, no 45,‎ 15 septembre 1928, p. 233-234.
- « Le Cyclone des Antilles (publication d'une lettre) », L'Illustration, hebdomadaire, Paris, no 4467,‎ 13 octobre 1928[22].
- « L'éclairage du portrait », dans : La photo pour tous, revue mensuelle de photographie, Paris, 39 rue Lafayette, no 112, avril 1933.
- « Humour et photographie », dans : La photo pour tous, revue mensuelle de photographie, Paris, 39 rue Lafayette, no 120, décembre 1933.
- « La photographie publicitaire », dans : La photo pour tous, revue mensuelle de photographie, Paris, 39 rue Lafayette, no 135, mars 1935, p.48-50.
- « De la mise en page », dans : La photo pour tous, revue mensuelle de photographie, Paris, 39 rue Lafayette, no 136, avril 1935.
- « Jeux d’eau », dans : ABC Magazine (Max Gottschalk, Directeur), mensuel d'art, Paris, 12 rue Lincoln, no 128, août 1935, p. 212-215, article illustré de 6 photographies de G. de Chambertrand.
- « Comment est née la Guadeloupe française », Sous le ciel (Dom Neroman, Directeur), mensuel d'astrologie, Paris, no 34,‎ 15 mai 1939, p. 119-121.
- « La Guadeloupe sous le trident », Sous le ciel (Dom Neroman, Directeur), mensuel d'astrologie, Paris, no 36,‎ 15 juillet et 15 août 1939, p. 194-196.
- « Curiosités du patois guadeloupéen », La Revue Guadeloupéenne n°27, mai 1950, pages 16-18.
- Dans : Tropiques, Revue mensuelle des troupes coloniales (Paris 18e, Caserne Clignancourt, boulevard Ney), no 384, mai 1956 :  - « Les départements français d'Amérique : Guadeloupe, Martinique, Guyane », pages 3-29,  - « Ce soir-là… » (conte guyanais, sous le pseudonyme de Guy Clair), pages 30-33,  - « Dame créole » (poème), page 34.

### Ouvrages et articles à propos de Gilbert de Chambertrand
- Hildevert Adolphe Lara, Contribution de la Guadeloupe à la pensée française[2], Paris, Éditions Jean Crès, 1936, 303 p,, p. 294-295..
- Bettino Lara et Roger Fortuné, Gilbert de Chambertrand : Un héraut du régionalisme antillais[33], Pointe-à-Pitre, Les éditions du Dimanche Sportif et Culturel, coll. « Les Balisiers », 1948, 122 p..
- Jack Corzani, La littérature des Antilles-Guyane françaises, t. 5, Fort-de-France, Désormeaux, 1978, 363 p., p. 308-321
- Gratiant Nagou, Le souvenir de Gilbert de Chambertrand[55], article du quotidien France Antilles du 7 janvier 1984.
- Jack Corzani (dir.), Dictionnaire encyclopédique Désormeaux, vol. 2, Fort-de-France, Désormeaux, 1992, 636 p. (ISBN 2-85275-020-1), p. 561-562
- Édouard Boulogne « Gilbert de Chambertrand »[44], Le Scrutateur, 2007 (page web)

- Éric Mansfield, La symbolique du regard : regardants et regardés dans la poésie antillaise d'expression française, Paris, Publibook, 14 rue des Volontaires, 75015 Paris, 2009, 630 p. (ISBN 978-2-7483-5012-8, lire en ligne), p. 103-106
- Danièle Bégot (1945-2015)[56], « Cœurs Créoles » de Gilbert de Chambertrand ou l'Histoire dans les plis de la littérature[32], Bulletin de la Société d'Histoire de la Guadeloupe, numéro 159, mai–août 2011 (page web)
- Christophe Cassiau-Haurie, « Gilbert de Chambertrand, précurseur de la BD en Guadeloupe »[57], Africultures, 2013 (page web)